# Sistema solar
|  | Aquest article tracta sobre el Sol i el seu sistema planetari. Per a altres sistemes, vegeu Sistema planetari i Sistema estel·lar. |

El sistema solar és el sistema planetari que es compon del Sol i els objectes que orbiten al seu voltant de manera directa o indirecta. Els objectes més grossos que orbiten directament al voltant del Sol són els vuit planetes, mentre que la resta són objectes més petits, els planetes nans i objectes menors del sistema solar. Dos dels objectes que giren indirectament al voltant del Sol (satèl·lits naturals) són més grossos que el planeta més petit, Mercuri.
El sistema solar es formà fa 4.600 milions d'anys a partir del col·lapse gravitatori d'un núvol molecular interestel·lar gegant. La immensa majoria de la seva massa es troba en el Sol, mentre que la major part de la resta correspon a Júpiter. Els quatre planetes interiors, Mercuri, Venus, Terra i Mart, són planetes tel·lúrics, és a dir, planetes més petits que es componen sobretot de roca i metall. Els quatre planetes exteriors són gegants gasosos i tenen una massa considerablement superior a la dels planetes tel·lúrics. Els dos més grossos, Júpiter i Saturn, es componen principalment d'hidrogen i heli, mentre que els dos planetes situats més lluny del Sol, Urà i Neptú, es componen en gran part de volàtils, és a dir, substàncies amb un punt de fusió alt en comparació amb l'hidrogen i l'heli, com ara aigua, amoníac i metà. Tots els planetes segueixen òrbites gairebé circulars situades dins d'un disc gairebé pla que es coneix com a «eclíptica».
El sistema solar també conté objectes més petits. El cinturó d'asteroides, que es troba entre Mart i Júpiter, majoritàriament conté objectes compostos de roca i metall, com els planetes terrestres. Més enllà de l'òrbita de Neptú, hi ha el cinturó de Kuiper i el disc dispers, vinculats a poblacions d'objectes transneptunians compostos principalment de gel. Dins d'aquestes poblacions hi ha entre desenes i més de 10.000 objectes que podrien ser prou grossos per haver estat arrodonits per la seva pròpia gravetat. Aquests objectes es denominen planetes nans. Entre els planetes nans identificats s'inclouen l'asteroide Ceres i els objectes transneptunians Plutó i Eris. A més d'aquestes dues regions, existeixen altres poblacions de petits cossos, incloent-hi cometes, centaures i la pols interplanetària, que viatgen lliurement entre les regions. Sis dels planetes, almenys tres dels planetes nans i molts dels cossos més petits tenen satèl·lits naturals. Els planetes gegants i alguns cossos més petits estan envoltats d'anells planetaris compostos de glaç, pols i, de vegades, satèl·lits menors.
El vent solar, un flux de partícules carregades que emana del Sol, forma l'heliosfera, una regió semblant a una bombolla. L'heliopausa, el límit en el qual la densitat d'energia del vent solar és igual a la del medi interestel·lar, arriba fins a la vora del disc dispers. El núvol d'Oort, d'on es creu que provenen els cometes de període llarg, podria existir a una distància aproximadament mil vegades superior a la del límit de l'heliosfera, als confins del sistema solar. Aquest últim forma part del Núvol Interestel·lar Local, que alhora pertany a la Bombolla Local, una regió del Braç d'Orió de la Via Làctia, i gira al voltant del centre galàctic a una distància de 27.000 anys llum. L'estel més proper al sistema solar (tret del mateix Sol) és Pròxima del Centaure, situat a 4,24 anys llum.

## Formació i evolució

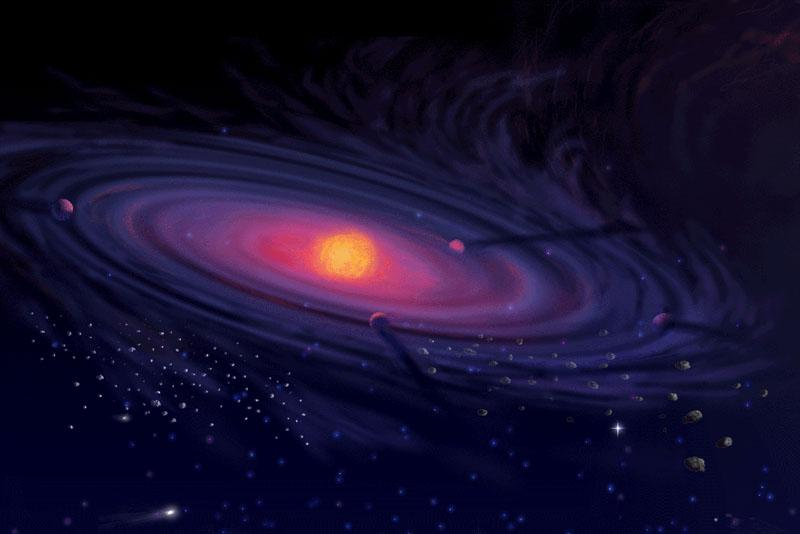
L'origen de la Terra i altres cossos del sistema solar rau en un disc protoplanetari.

### Passat
L'origen del sistema solar es remunta a fa com a mínim 4.568 milions d'anys, quan part d'un núvol molecular de grans dimensions sofrí un col·lapse gravitatori. La nebulosa, que devia tenir unes 100 ua de diàmetre, va ser pertorbada per alguna cosa, potser l'explosió d'una supernova no gaire llunyana i va començar a contraure's. Tot el material es va anar comprimint, formant una bola de gas en el centre. La nebulosa, com tota la galàxia, estava en rotació i la seva velocitat de rotació va anar augmentant a mesura que es contreia. Això va fer que la nebulosa s'aplanés formant el disc d'acreció, perpendicular al seu eix de rotació. El centre del disc, on el material estava més comprimit, es va començar a escalfar formant una bola de gas calent anomenada protoestel. Lluny del centre del disc, es van formar partícules sòlides; primer metalls com el ferro i el níquel, i després roques com el silici, i a la part més exterior, gel d'aigua, d'amoníac i de metà. A poc a poc, el refredament progressiu va deixar que es formessin petites partícules que, gràcies a la gravetat, es van anar ajuntant formant planetesimals. Amb el temps, els planetesimals van anar col·lidint entre si, formant cossos més grossos, els planetes. Els planetes més grossos van atreure gran quantitat de gas i per això van aconseguir unes denses atmosferes com la de Júpiter. Els satèl·lits i els anells es van formar a partir de discs creats al voltant dels primitius planetes. En cert moment del procés, el nucli del protoestel es va escalfar prou per a donar lloc a reaccions termonuclears de fusió, generant gran quantitat de calor. En conjunt, tot el procés devia durar uns 100 milions d'anys.

### Futur
El sistema solar romandrà més o menys com el coneixem avui en dia fins que l'hidrogen en el nucli del Sol s'hagi convertit enterament en heli, el que passarà més o menys d'aquí 5.400 milions d'anys des d'ara. Això marcarà el final de la seqüència principal de la vida del Sol. En aquest moment, el nucli del Sol es col·lapsarà, i la sortida d'energia serà molt més gran que en l'actualitat. Les capes exteriors del Sol s'expandiran a unes 260 vegades el seu diàmetre actual, i el Sol es convertirà en una gegant vermella. A causa del seu gran augment de superfície, la superfície del Sol serà considerablement més freda (2.600 K en el seu moment més fresc) del que és en la seqüència principal. S'espera que l'expansió del Sol vaporitzi Mercuri i Venus i faci inhabitable la Terra i la zona habitable es mouria més enllà de l'òrbita de Mart. Amb el temps, el nucli serà prou calent per a la fusió de l'heli, el Sol cremarà heli per una fracció del temps equivalent a la que haurà durat la combustió d'hidrogen en el nucli. El Sol no és prou massiu per iniciar la fusió d'elements més pesants, i les reaccions nuclears en el nucli disminuiran. Les seves capes exteriors es mouran cap a l'espai, deixant una nana blanca, un objecte extraordinàriament dens, la meitat de la massa original del sol, però només la mida de la Terra. Les capes externes expulsades formaran el que es coneix com una nebulosa planetària, retornant alguna cosa del material que forma el va formar el sol-però ara enriquida amb elements pesants com el carboni—al medi interestel·lar.

## Composició i estructura

Aquestes imatges que il·lustren l'òrbita de Sedna, donen una bona idea de l'estructura del sistema solar. En el sentit de les agulles del rellotge començant a dalt a l'esquerra: el sistema solar interior, els planetes exteriors i el cinturó de Kuiper, l'òrbita de Sedna i el núvol d'Oort.

El component principal del sistema solar és el sol, una nana groga que conté el 99,86% de la massa coneguda del sistema i domina gravitatòriament. Els quatre cossos més grossos en òrbita al voltant del Sol, els gegants de gas, que componen el 99% de la massa restant, amb Júpiter i Saturn junts comprenent més del 90%.
Els objectes més grossos en òrbita al voltant del Sol queden prop del pla de l'òrbita de la Terra, conegut com a eclíptic. Els planetes són molt propers a l'eclíptica, mentre que els cometes i els objectes del cinturó de Kuiper romanen sovint en angles significativament majors. Tots els planetes i la majoria dels altres objectes que orbiten el Sol en la mateixa direcció que el Sol gira (cap a l'esquerra, segons es veu des de molt lluny per sobre del pol nord de la Terra). Hi ha excepcions, com el cometa de Halley.
L'estructura general de les regions destacades del sistema solar consisteix en el sol, quatre planetes interiors relativament més petits envoltats d'un cinturó d'asteroides rocosos i quatre gegants de gas envoltats pels objectes congelats del cinturó de Kuiper. Els astrònoms a vegades divideixen de manera informal aquesta estructura en regions diferents. El sistema solar interior inclou quatre planetes terrestres i el cinturó d'asteroides. El sistema solar exterior es troba més enllà dels asteroides, on s'inclou quatre gegants de gas. Des del descobriment del cinturó de Kuiper, les parts més externes del sistema solar es consideren una regió diferent que consisteix en els objectes més enllà de Neptú.
La majoria dels planetes en el sistema solar posseeixen sistemes secundaris propis, amb altres objectes planetaris situats a les seves òrbites anomenats satèl·lits naturals (dos dels quals són més grossos que el planeta Mercuri), i, en el cas dels quatre gegants de gas, per anells planetaris, bandes primes de partícules diminutes que orbiten a l'uníson. La majoria dels satèl·lits naturals més grossos es troben en rotació síncrona, amb una cara mirant cap al seu cos pare.
Les lleis del moviment planetari de Kepler descriuen les òrbites dels objectes sobre la influència del Sol. D'acord amb les lleis de Kepler, cada objecte viatja al llarg d'una el·lipse amb el Sol en un focus. Els objectes més propers al Sol (amb semieixos majors més petits) viatgen més ràpidament perquè estan més afectats per la gravetat del Sol. En una òrbita el·líptica, la distància d'un cos del Sol varia en el transcurs del seu any. La màxima aproximació d'un cos al Sol s'anomena periheli, mentre que el seu punt més distant del Sol s'anomena afeli. Les òrbites dels planetes són gairebé circulars, però molts cometes, asteroides, i objectes del cinturó de Kuiper segueixen òrbites altament el·líptiques. Les posicions dels cossos en el sistema solar poden ser predites utilitzant models numèrics.
Tot i que el Sol domina el sistema per la massa, només representa al voltant del 2% del moment angular a causa de la rotació diferencial dins del Sol gasós. Els planetes, dominats per Júpiter, compte amb la major part de la resta del moment angular a causa de la combinació de la seva massa, òrbita, i distància del sol, amb una contribució significativa, possiblement a partir dels cometes.
El Sol, que comprèn de gairebé tota la matèria del sistema solar, es compon d'hidrogen i heli en un 98%. Júpiter i Saturn, que comprenen gairebé tota la matèria restant, posseeixen atmosferes compostes d'aproximadament el 99% d'aquests elements. Hi ha un gradient de composició en el sistema solar, creat per la calor i la pressió de radiació del sol; on els objectes més prop del Sol, que estan més afectats per aquestes característiques, es componen d'elements amb punts de fusió alts. Els objectes més llunyans del Sol es componen en gran part dels materials amb punts de fusió més baixos. El límit en el sistema solar més enllà en el qual les substàncies volàtils podrien condensar-se es coneix com a línia de congelament, i es troba a 5 ua del sol aproximadament.
Els objectes del sistema solar interior estan composts majoritàriament de roques, el nom col·lectiu per als compostos amb punts de fusió més alts, com els silicats, ferro o níquel, que es va mantenir ferms sota gairebé totes les condicions en la nebulosa protoplanetària. Júpiter i Saturn es componen principalment de gasos, el terme astronòmic per materials amb molt baix punt de fusió i una alta pressió de vapor com l'hidrogen molecular, heli, i neó, que sempre estaven en la fase gasosa de la nebulosa. Els elements congeladors, com l'aigua, metà, amoníac, àcid sulfhídric i diòxid de carboni, tenen punts de fusió de fins a uns pocs centenars de kèlvins. Es poden trobar com congelats, líquids o gasos en diversos llocs en el sistema solar, mentre que a la nebulosa estaven en la fase sòlida o gasosa. Les substàncies congelades constitueixen la majoria dels satèl·lits dels planetes gegants, així com la majoria d'Urà i Neptú (els anomenats «gegants glaçats») i els nombrosos petits objectes que es troben més enllà de l'òrbita de Neptú. Tots ells, gasosos i congelats són denominats volàtils.

### Cossos
| Nom     | Diàmetre (km) | Massa (Terra=1) | Distància al Sol (ua) | Període orbital | Núm. de satèl·lits | Descobridor(s)            | Any            |
| ------- | ------------- | --------------- | --------------------- | --------------- | ------------------ | ------------------------- | -------------- |
| Mercuri | 4.879         | 0,055           | 0,39                  | 88 dies         | 0                  | -                         | a l'antiguitat |
| Venus   | 12.104        | 0,816           | 0,72                  | 224,7 dies      | 0                  | -                         | a l'antiguitat |
| Terra   | 12.756        | 1               | 1,00                  | 365,25 dies     | 1                  | -                         | -              |
| Mart    | 6.794         | 0,108           | 1,52                  | 687 dies        | 2                  | -                         | a l'antiguitat |
| Júpiter | 142.984       | 318             | 5,20                  | 11,86 anys      | 92                 | -                         | a l'antiguitat |
| Saturn  | 120.536       | 95              | 9,54                  | 29,42 anys      | 83                 | -                         | a l'antiguitat |
| Urà     | 51.118        | 14,5            | 19,18                 | 83,75 anys      | 27                 | William Herschel          | 1781           |
| Neptú   | 49.528        | 17,1            | 30,06                 | 163,72 anys     | 14                 | Le Verrier, Adams i Galle | 1846           |

En termes generals, el sistema solar està estructurat de la forma següent: al centre es troba el Sol, una estrella. Al voltant del Sol giren els 8 cossos majors, anomenats planetes, que són (ordenats del més proper al més llunyà al Sol): Mercuri, Venus, la Terra, Mart, Júpiter, Saturn, Urà i Neptú; Plutó des del 24 d'agost de 2006 ja no és considerat un planeta, sinó un planeta nan. També al voltant del Sol giren centenars de milers de cossos més petits que, segons la seva mida, composició i òrbita es classifiquen en planetes menors o planetoides, meteoroides i cometes. Els planetes menors es divideixen en dos grups: els asteroides i els objectes transneptunians, encara que a vegades quan es parla d'asteroides es fa referència a tot el conjunt de planetes menors. Els podem trobar escampats per tot el sistema solar, però principalment es concentren en dues regions: el cinturó d'asteroides o cinturó principal, situat entre les òrbites de Mart i Júpiter i el cinturó de Kuiper, que es troba més enllà de l'òrbita de Neptú. Els meteoroides són petites roques de menys de 50 metres de diàmetre que estan escampades per tot el sistema solar. Els cometes són enormes blocs de gel i roca amb òrbites molt excèntriques. Es creu que podria existir una regió molt allunyada del Sol anomenada núvol d'Oort que seria la font d'on provenen els cometes.
Al voltant dels planetes giren els satèl·lits naturals. Cada planeta té un nombre diferent de satèl·lits. En total, se n'han descobert 229 i estan distribuïts així: a la Terra, 1 satèl·lit; a Mart, 2 satèl·lits; a Júpiter, 92 satèl·lits; a Saturn, 83 satèl·lits; a Urà, 27 satèl·lits; a Neptú, 14 satèl·lits; a Plutó, 5 satèl·lits; a Quaoar, 1 satèl·lit; a Haumea, 2 satèl·lits; a Makemake a 1 satèl·lit; a Eris, 1 satèl·lit; i a Orc, 1 satèl·lit. Mercuri i Venus no en tenen cap. Aquestes xifres estan contínuament subjectes a canvi a causa del descobriment de nous satèl·lits. Alguns asteroides tenen els seus propis satèl·lits naturals que s'anomenen satèl·lits asteroidals.

### Òrbites
Tots els cossos del sistema solar estan lligats al Sol a través de la força de la gravetat segons la llei de la gravitació universal de Newton. El mateix passa entre els satèl·lits i els cossos als quals orbiten. La gravetat és una força atractiva la intensitat de la qual és més gran com més massa té un cos i s'afebleix a mesura que la distància entre els cossos augmenta. El Sol és, amb molta diferència, el cos amb més massa del sistema solar (un 99,86%), per això atrau a tots els altres cossos cap a ell. Al mateix temps, cada cos atrau el Sol cap a ell, però aquest efecte és tan petit que el podem ignorar. Aquesta força d'atracció provoca que els cossos «caiguin» cap al Sol, però com que al mateix temps es mouen a alta velocitat en direcció perpendicular a la força d'atracció, per la 3a llei de Newton apareix una força de reacció que s'equilibra amb la gravetat i permet als cossos mantenir-se en trajectòries més o menys estables anomenades òrbites.
Les òrbites dels cossos del sistema solar estan determinades per les lleis de Kepler, descobertes per l'astrònom alemany Johannes Kepler entre el 1609 i el 1618. Aquestes lleis en són tres i diuen el següent:
- 1a Llei: Els planetes descriuen òrbites el·líptiques, amb el Sol situat en un dels focus.

El grau d'allargament d'una el·lipse es mesura amb l'excentricitat, que val 0 si la corba és una circumferència i 1 si és una paràbola. Per a la majoria de planetes, l'excentricitat és menor que 0,1 i, per tant, les seves òrbites són pràcticament circulars. Dues excepcions són Mercuri amb 0,21 i Plutó amb 0,25.
- 2a Llei: La línia que uneix un planeta amb el Sol escombra àrees iguals en temps iguals.

És a dir, el planeta es desplaça més ràpidament quan està a prop del Sol (al voltant del periheli) que quan n'està allunyat (al voltant de l'afeli). Això és així perquè la gravetat del Sol accelera el planeta quan s'acosta i el desaccelera quan s'allunya. Com que les òrbites dels planetes són quasi-circulars aquest efecte no es nota gaire. És molt més evident, però, en les òrbites dels cometes, que tenen òrbites molt excèntriques.
- 3a Llei: El quadrat del període orbital d'un planeta és directament proporcional al cub del semieix major de la seva òrbita.

Quant menor és la distància mitjana Sol-planeta, menys tarda aquest en completar la seva òrbita: Mercuri es mou més ràpid que Venus, Venus més ràpid que la Terra,... i així successivament fins a Plutó que tarda 248 anys en donar una volta al Sol.
Kepler va enunciar aquestes lleis per a les òrbites dels planetes al voltant del Sol, però, de manera més general, són vàlides per a qualsevol cos que n'orbiti a un altre sempre que la massa del cos orbitant sigui negligible respecte a la massa del cos central. Això es compleix per als planetes respecte al Sol i per a la majoria de satèl·lits respecte als seus corresponents planetes. Una altra limitació d'aquestes lleis és que no funcionen bé en un sistema de més de dos cossos. Per exemple, en el cas del sistema Sol-Terra-Lluna l'aproximació no és gaire bona. Per a calcular l'òrbita de la Lluna, el mètode empíric inventat per Ptolemeu fa més de dos mil anys és més exacte que les lleis de Kepler. Isaac Newton va generalitzar les lleis de Kepler per als cossos amb una velocitat major que la velocitat d'escapament i que, per tant, no tindran una òrbita el·líptica sinó parabòlica o hiperbòlica. En aquests casos, la segona llei continua sent vàlida, però la tercera llei no és aplicable perquè, en ser òrbites obertes, el moviment no serà periòdic.
A més de seguir les lleis de Kepler, les òrbites dels planetes del sistema solar es caracteritzen per trobar-se, aproximadament, en un mateix pla anomenat pla de l'eclíptica. El pla de l'eclíptica és el pla que conté l'òrbita de la Terra. El fet d'haver pres aquest pla com a pla de referència és per comoditat, en podríem haver escollit qualsevol altre. El fet important és que la inclinació dels plans orbitals dels planetes és gairebé la mateixa per a tots ells. La principal excepció és Plutó, l'òrbita del qual està inclinada 17 ° respecte a l'eclíptica. Els cometes i molts dels objectes transneptunians també tenen òrbites molt inclinades. Aquest és un dels motius pels quals es pensa que Plutó podria no ser un verdader planeta sinó un planetoide. Aquest aplatament dels plans de les òrbites és conseqüència del procés de formació del sistema solar: la rotació de la nebulosa solar va provocar el seu propi aplatament formant un disc perpendicular a l'eix de rotació del Sol. Els cossos amb òrbites molt inclinades s'haurien format molt aviat en el procés de formació, abans que la nebulosa s'aplatés massa.

### Distàncies i escales
Quan s'han de mesurar distàncies dins del sistema solar, les unitats de longitud que s'utilitzen habitualment a la Terra, com ara el quilòmetre, queden petites. Per qüestions pràctiques, s'ha definit una unitat anomenada unitat astronòmica o UA de forma que 1 ua és igual a la distància mitjana entre el Sol i la Terra, és a dir, uns 150 milions de km.
Tot i el fet que en molts diagrames (com en el de la imatge inferior), per qüestions pràctiques es representa el sistema solar com si hi hagués la mateixa distància entre l'òrbita de cada planeta, en realitat les òrbites planetàries segueixen, aproximadament, una progressió geomètrica, és a dir, que cada planeta es troba al doble de distància del Sol que el planeta precedent: Venus està el doble de lluny que Mercuri, la Terra el doble que Venus, Mart el doble que la Terra... Aquesta relació s'expressa en la llei de Titius-Bode, una fórmula matemàtica per a predir el semieix major ({\displaystyle a\,\!}) de l'òrbita dels planetes en UA. Es pot expressar com
{\displaystyle a={\frac {n+4}{10}}}
on n = 0, 3, 6, 12, 24, 48... amb cada valor de n dues vegades el valor anterior
Segons aquesta fórmula, esperaríem que Mercuri (k=0) es trobés a 0,4 ua i Mart (k=4) a 1,6 ua. En realitat, aquesta llei només es compleix aproximadament (Mercuri està a 0,39 ua i Mart a 1,52 ua); a k=8 no hi ha cap planeta sinó Ceres, l'asteroide més gros; Neptú està molt més a prop de l'esperat i Plutó es troba allà on hauria d'estar Neptú. Actualment no hi ha cap explicació científica de per què aquesta llei «funciona» i molts diuen que és només coincidència.
Les distàncies dels cossos seleccionats del sistema solar des del sol. Les vores esquerra i dreta de cada barra corresponen al periheli i afeli del cos, respectivament. Les barres llargues denoten l'alta excentricitat orbital. El radi del sol és 0,7 milions de km, i el radi de Júpiter (el planeta més gran) és 0,07 milions de km, ambdós massa petits per aparèixer sobre aquesta imatge.

## Sol

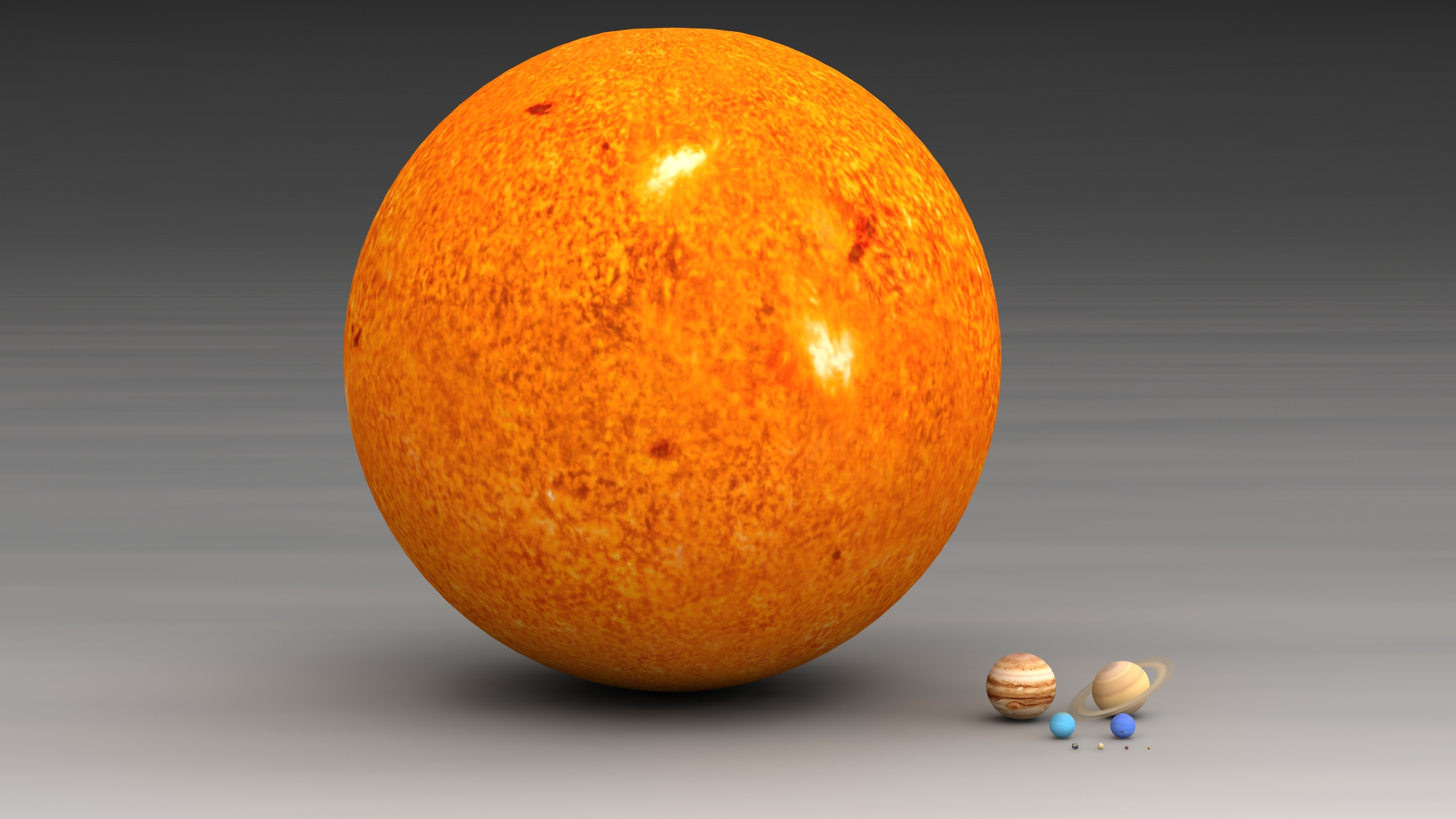
El Sol comparat amb els planetes

El Sol és l'estrella del sistema solar, i per molt, el seu principal component. La seva enorme massa (332.900 masses terrestres) produeix temperatures i densitats prou altes en el seu nucli per sostenir la fusió nuclear, que allibera grans quantitats d'energia, en gran part radiada cap a l'espai com a radiació electromagnètica, arribant a una banda de 400-700 nm en llum visible.
El sol és una estrella de seqüència principal de tipus G2. Comparat amb la majoria de les estrelles de la Via Làctia, el Sol és més aviat gran i brillant. Les estrelles estan classificades pel diagrama de Hertzsprung-Russell, un gràfic que traça la brillantor de les estrelles amb les seves temperatures de la superfície. Generalment, les estrelles més calentes són més brillants. Les estrelles que segueixen aquest patró formen del que s'anomena seqüència principal, i el Sol està en el punt intermedi. Les estrelles més brillants i calentes que el sol són poques, mentre que abunden les estrelles substancialment febles i més fredes, conegudes com a nanes vermelles, formant el 85% de les estrelles de la galàxia.
Les evidències suggereixen que la posició del Sol en la seqüència principal el situen en la «flor de la vida» d'una estrella, encara no havent esgotat la seva reserva d'hidrogen per a la fusió nuclear. El Sol anirà augmentant la seva brillantor; al principi de la seva història la seva brillantor era el 70% que del que és avui.
El Sol és una estrella de població I; ja que va néixer a les últimes etapes de l'evolució de l'Univers i, per tant, conté elements més pesants que l'hidrogen i l'heli («metalls» en l'argot astronòmic) que les anteriors estrelles de població II. Els elements més pesants que l'hidrogen i l'heli van ser formats en nuclis d'estrelles antigues i explotant, de manera que la primera generació d'estrelles va haver de morir abans que l'univers podria ser enriquit amb aquests àtoms. Les estrelles més velles contenen pocs metalls, mentre que les estrelles més noves en tenen més. Aquesta alta metal·licitat ha estat crucial pel paper que ha dut el Sol per formar un sistema planetari perquè els planetes es formen des de l'acreció dels «metalls».

## Medi interplanetari

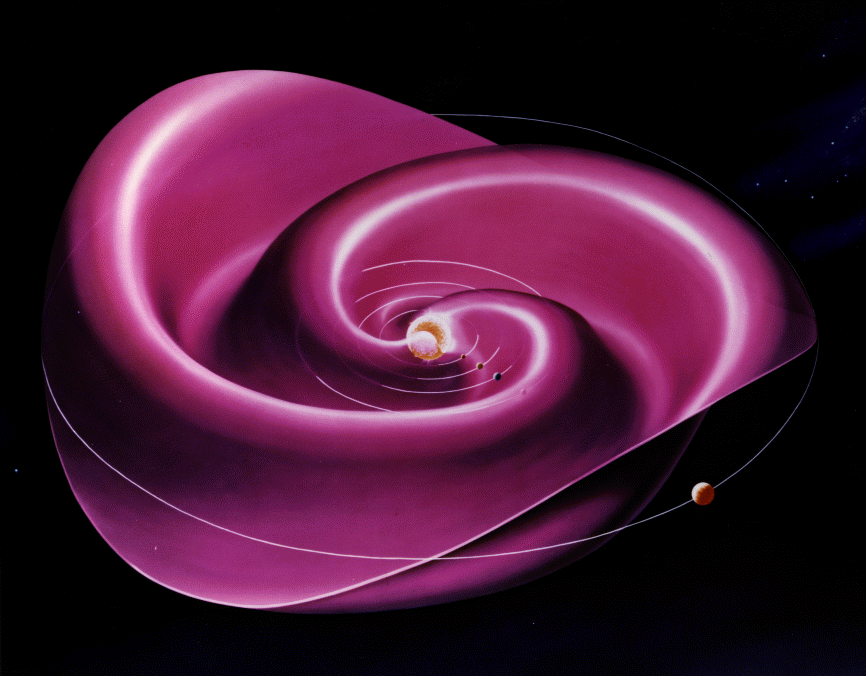
El corrent heliosfèric difús

La gran majoria del volum del sistema solar consisteix en un quasibuit conegut com a medi interplanetari. Juntament amb la llum, el Sol radia un flux continu de partícules carregades (un plasma) conegut com a vent solar. Aquest flux de partícules s'estén cap a l'exterior en aproximadament 1,5 milions de quilòmetres per hora, creant una atmosfera tènue (l'heliosfera) que impregna el medi interplanetari a almenys 100 ua (vegeu heliopausa). L'activitat a la superfície del Sol, com les erupcions solars i les ejeccions de massa coronal, pertorben l'heliosfera, creant el clima espacial i causant tempestes geomagnètiques. L'estructura més gran dins l'heliosfera és el corrent heliosfèric difús, una forma espiral creada per les accions de camp magnètic giratori del Sol en el medi interplanetari.
El camp magnètic terrestre evita que la seva atmosfera sigui bombardejada pel vent solar. Venus i Mart no tenen camps magnètics, i com a resultat, el vent solar fa que les seves atmosferes es desfacin a poc a poc cap a l'espai. Les ejeccions de massa coronal i els esdeveniments semblants alliberen un camp magnètic i enormes quantitats de material de la superfície del Sol. La interacció d'aquest camp magnètic i el seu material omplen el camp magnètic terrestre de partícules carregades en l'atmosfera superior, on les seves interaccions creen les aurores vistes prop dels pols magnètics.
L'heliosfera i els camps magnètics planetaris (per a aquells planetes que en tenen) protegeixen parcialment el sistema solar a partir de partícules interestel·lars d'alta energia anomenades raigs còsmics. La densitat dels raigs còsmics en el medi interestel·lar i la força del camp magnètic del Sol canvia en escales de temps molt llargues, de manera que el nivell de penetració dels raigs còsmics en el sistema solar varia, encara que es desconeix com.
El medi interplanetari és la casa d'almenys dues regions en forma de disc de pols còsmica. La primera, el núvol de pols zodiacal, es troba en el sistema solar interior i fa que la llum zodiacal. Probablement es va formar per les col·lisions dins del cinturó d'asteroides provocades per la interacció amb els planetes. El segon núvol de pols s'estén des d'aproximadament 10 ua al voltant de 40 ua i probablement va ser creat per col·lisions semblants en el cinturó de Kuiper.

## Sistema solar interior
El sistema solar interior és el nom tradicional per a la regió compresa de planetes tel·lúrics i asteroides. Composts principalment de silicats i metalls, els objectes del sistema solar interior estan relativament a prop del sol; el radi de tota la regió és més curt que la distància entre les òrbites de Júpiter i Saturn.

### Planetes interiors

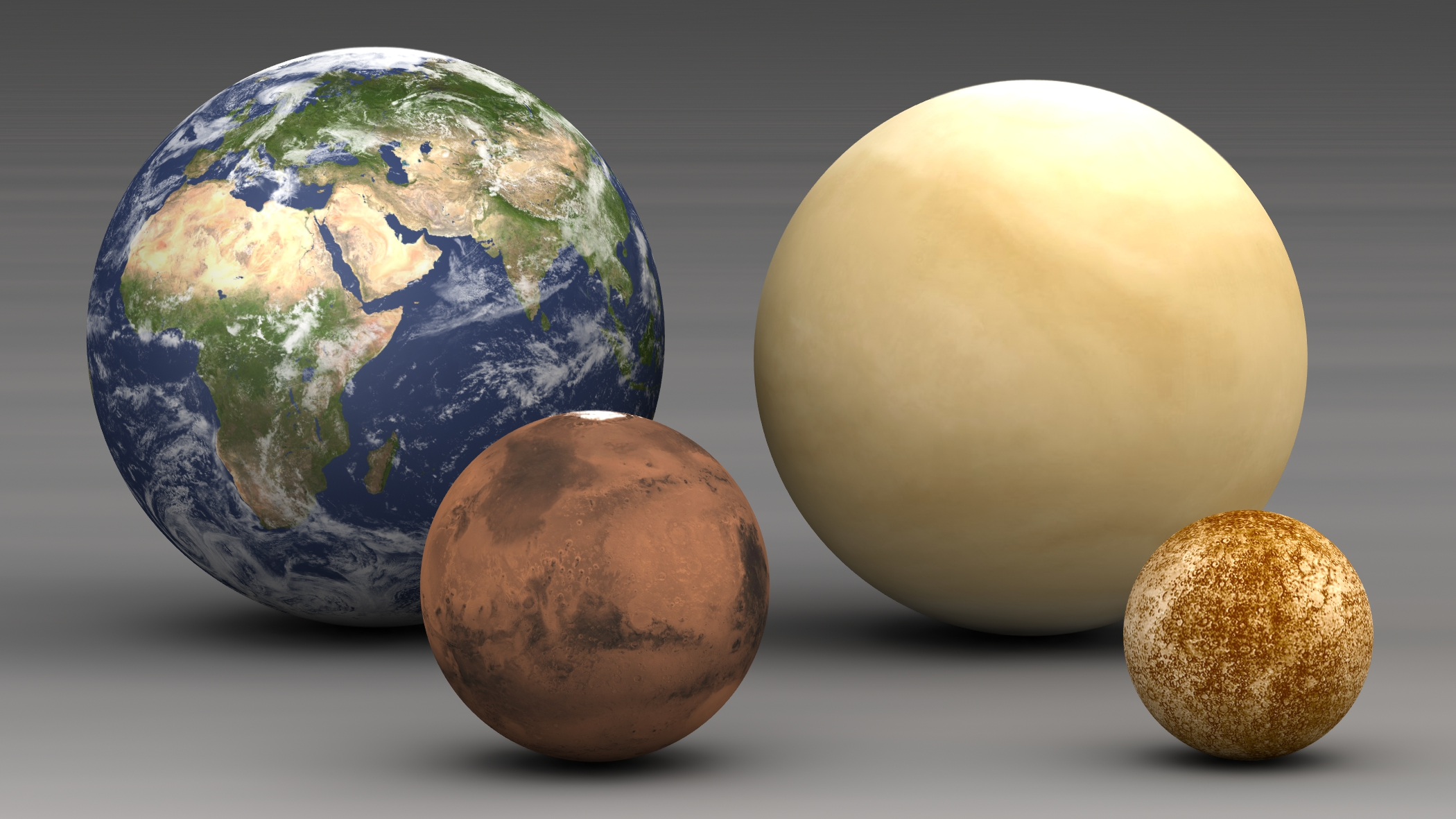
Els planetes interiors. D'esquerra a dreta: Terra, Mart, Venus, i Mercuri (les mides són a escala però no les distàncies interplanetàries)

Els quatre planetes interiors o tel·lúrics tenen una composició rocosa densa, poques o cap satèl·lit natural, i sense sistemes d'anells. Estan compostos en gran part per minerals refractaris, com els silicats, que formen les seves escorces i mantells, i metalls com el ferro i el níquel, que formen els nuclis. Tres dels quatre planetes interiors (Venus, la Terra i Mart) tenen atmosferes prou substancials per generar temps atmosfèric; tots tenen cràters d'impacte i característiques tectòniques en la superfície com són les fosses tectòniques i els volcans. El terme planeta interior no s'ha de confondre amb planeta inferior, que es designa a aquells planetes que estan més a prop del Sol que la Terra is (p. ex. Mercuri i Venus).

#### Mercuri
Mercuri (a 0,4 ua del Sol) és el planeta més proper al Sol i el més petit del sistema solar (0,055 masses terrestres). Mercuri no té satèl·lits naturals, i les seves poques característiques geològiques conegudes, són cràters d'impacte amb crestes lobulades o rupes, probablement produïts per un període de contracció en els orígens del planeta. L'atmosfera gairebé insignificant de Mercuri consisteixen en àtoms que s'enlairen de la seva superfície pel vent solar. El seu relatiu gran nucli de ferro i el mantell prim encara no tenen una explicació adequada. Les hipòtesis són que les seves capes exteriors es van eliminar per un impacte gegant; o bé, que se li va impedir l'acreció totalment per l'energia del llavors jove sol.

#### Venus
Venus (a 0,7 ua del Sol) és semblant en mides a la Terra (0,815 masses terrestres) i, com la Terra, té un mantell de silicats gruixut al voltant d'un nucli de ferro, una atmosfera substancial, i l'evidència d'activitat geològica interna. És molt més sec que la Terra, i la seva atmosfera és noranta vegades més densa. Venus no té satèl·lits naturals. És el planeta més calent, amb temperatures de la superfície a més de 400 °C, molt probablement a causa de la quantitat de gasos hivernacle en l'atmosfera. No hi ha evidència definitiva que existeix activitat geològica actual a Venus, però no té camp magnètic que evitaria l'esgotament de la seva atmosfera substancial, el que suggereix que la seva atmosfera es reposa amb freqüència per les erupcions volcàniques.

#### Terra
La Terra (a 1 ua del Sol) és el més gros i dens dels planetes interiors, l'únic conegut per tenir activitat geològica actual, i l'únic lloc on es coneix que hi ha vida. La seva hidrosfera líquida és única entre els planetes terrestres, i és l'únic planeta en el qual s'ha observat tectònica de plaques. L'atmosfera terrestre és radicalment diferent dels altres planetes, havent estat modificat per la presència de la vida per contenir un 21% lliure d'oxigen. Té un satèl·lit natural, la Lluna, l'únic gran satèl·lit d'un planeta terrestre en el sistema solar.

#### Mart
Mart (a 1,5 ua del Sol) és més petit que la Terra i Venus (0,107 masses terrestres). Posseeix una atmosfera que conté majoritàriament diòxid de carboni amb una pressió en superfície de 6,1 mil·libars (aproximadament el 0,6% de la Terra). La seva superfície, esquitxada d'enormes volcans com l'Olympus Mons i fosses tectòniques com la Valles Marineris, demostra l'activitat geològica que pot haver persistit fins fa uns 2 milions d'anys. El seu color vermell ve de l'òxid de ferro (rovell) en el seu sòl. Mart té dos petits satèl·lits naturals (Deimos i Fobos) que es creu que són asteroides capturats.

### Cinturó d'asteroides

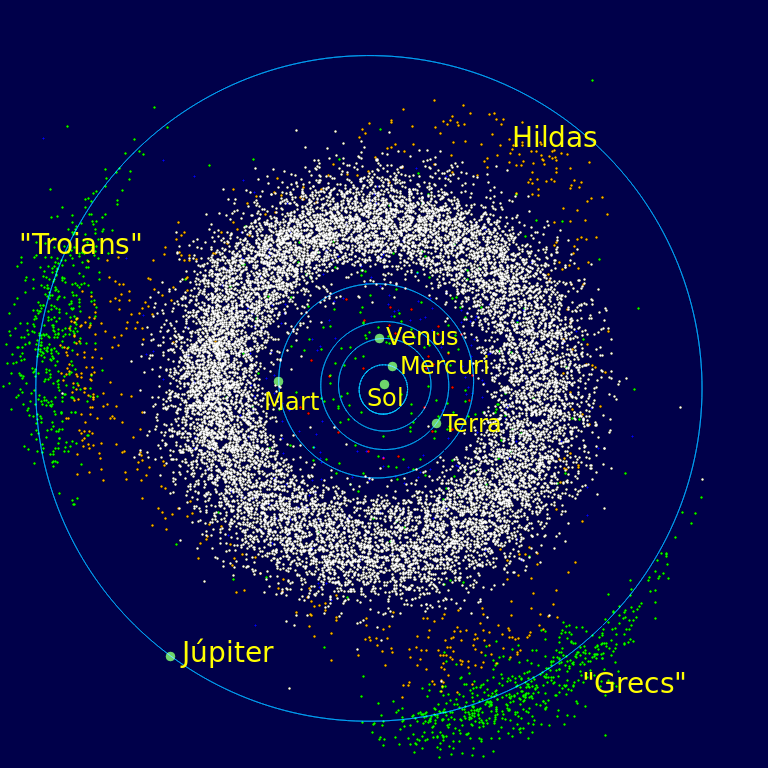
El cinturó d'asteroides (blanc), els troians de Júpiter (verd), els Hilda (taronja), i els asteroides propers a la Terra.

Els asteroides són cossos menors del sistema solar compostos principalment de minerals metàl·lics i rocosos refractaris, amb gel.
El cinturó ocupa l'òrbita entre Mart i Júpiter, entre 2,3 i 3,3 ua des del Sol. Es creu que són restes de la formació del sistema solar que no van aconseguir unir-se a causa de la interferència gravitacional de Júpiter.
Els asteroides varien en grandària des de centenars de quilòmetres a mida microscòpica. Tots els asteroides excepte el més gros, Ceres, estan classificats com a cossos menors del sistema solar.
El cinturó d'asteroides conté desenes de milers, possiblement milions, d'objectes de més d'un quilòmetre de diàmetre. Malgrat això, és poc probable que la massa total del cinturó d'asteroides sigui poc més d'una mil·lèsima part de la Terra. El cinturó d'asteroides està molt poc poblat; les naus espacials el travessen rutinàriament sense incidents. Els asteroides amb diàmetres entre 10 i 10−4 m són anomenats meteoroides.

#### Ceres
Ceres (2,77 ua) és l'asteroide més gros, un protoplaneta i planeta nan. Té un diàmetre de poc menys de 1.000 km, i una massa prou gran perquè la seva pròpia gravetat li doni una forma esfèrica. Ceres va ser considerat un planeta quan va ser descobert en 1801, i va ser reclassificat a asteroide en la dècada de 1850 a mesura que noves observacions van revelar més asteroides. Va ser reclassificat com a planeta nan en 2006.

#### Grups d'asteroides
Els asteroides del cinturó estan dividits en grups i famílies d'asteroides en funció de les seves característiques orbitals. Els satèl·lits d'asteroides són asteroides que orbiten asteroides més grossos. No estan tan clarament distingits com els satèl·lits planetàris, de vegades són gairebé tan grans com els seus cossos pare. El cinturó també conté cometes, que poden haver estat la font de l'aigua de la Terra.
Els troians de Júpiter estan ubicats en qualsevol dels punts L₄ o L₅ de Júpiter (regions gravitacionalment estables liderant o fent cua d'un planeta en la seva òrbita); el terme «troià» també s'utilitza per a cossos petits en qualsevol altre punt de Lagrange planetari o en satèl·lit. Els asteroides Hilda són en una ressonància 2:3 amb Júpiter; és a dir, que giren al voltant del Sol tres vegades per cada dues òrbites de Júpiter.
El sistema solar interior també està cobert per asteroides pertorbadors, molts dels quals creuen les òrbites dels planetes interiors.

## Sistema solar exterior
La regió exterior del sistema solar és la zona dels gegants de gas i els seus grans satèl·lits. Molts cometes de període curt, incloent-hi els centaures, també orbiten aquesta regió. A causa de la seva major distància del sol, els objectes sòlids del sistema solar exterior contenen proporcions més altes de volàtils, com l'aigua, amoníac i metà, que els objectes rocosos del sistema solar interior, perquè les temperatures més baixes permeten que aquests compostos es mantinguin sòlids.

### Planetes exteriors

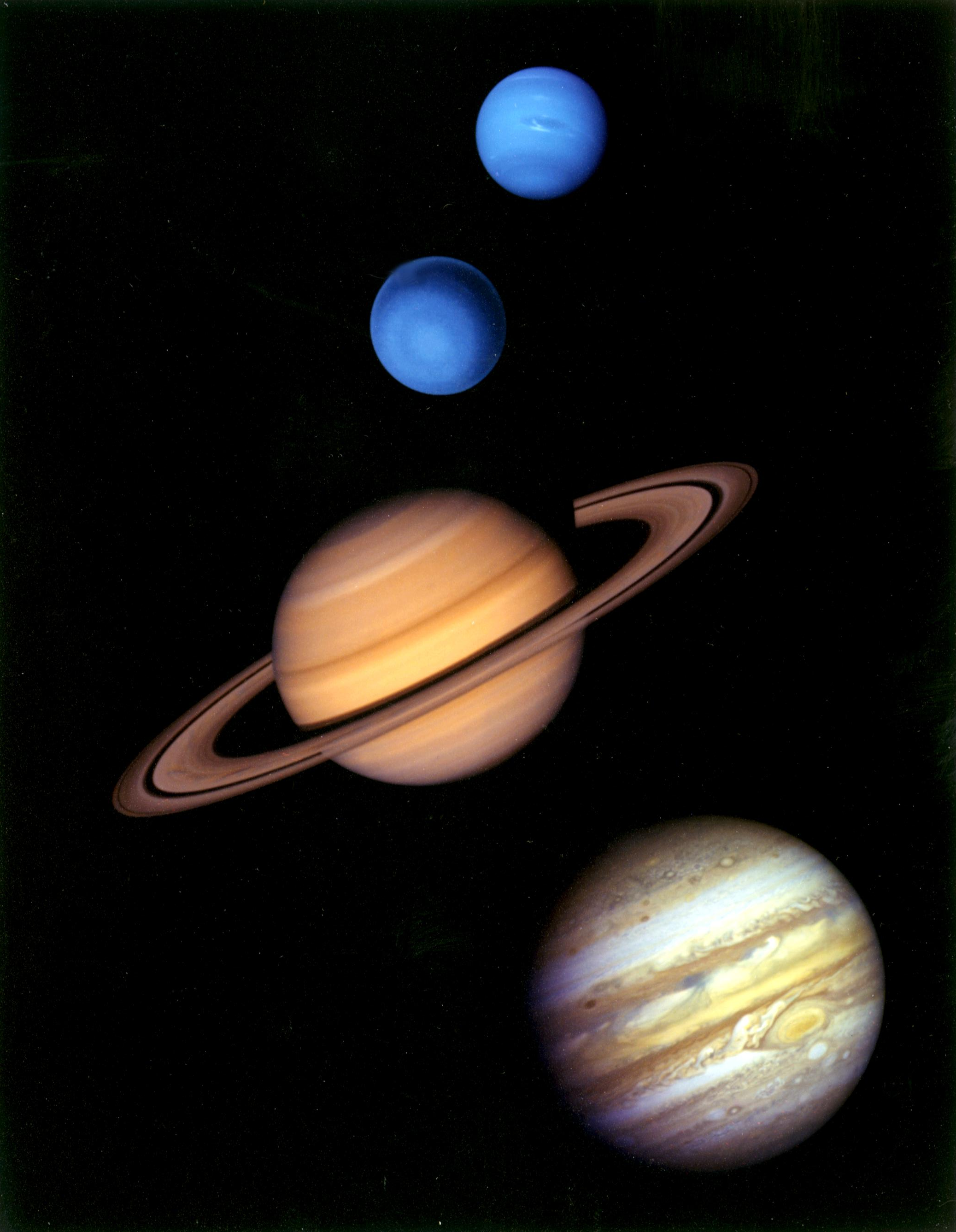
De dalt a baix: Neptú, Urà, Saturn, i Júpiter (muntatge amb el color i la mida aproximada)

Els quatre planetes exteriors, o gegants de gas (de vegades anomenats planetes jovians), col·lectivament formen el 99% de la massa coneguda en òrbita del Sol. Júpiter i Saturn contenen moltes desenes de vegades la massa de la Terra i són majoritàriament compostos d'hidrogen i heli; Urà i Neptú són molt menys massius (< 20 masses terrestres) i posseeixen elements congelats a la seva composició. Per aquestes raons, alguns astrònoms suggereixen que pertanyen a la seva pròpia categoria, els «gegants de gel». Tots quatre gegants de gas tenen anells, encara que només el sistema d'anells de Saturn és fàcil d'observar des de la Terra. El terme planeta superior designa planetes fora l'òrbita de la Terra i per tant, inclou tant els planetes exteriors com Mart.

#### Júpiter
Júpiter (5,2 ua), amb 318 masses terrestres, és 2,5 vegades la massa de tots els altres planetes junts. Es compon en gran part d'hidrogen i heli. La forta calor interna de Júpiter crea característiques semipermanents a la seva atmosfera, com ara bandes de núvols i la Gran Taca Vermella.
Júpiter té 92 satèl·lits coneguts. Els quatre més grossos, Ganimedes, Cal·listo, Io, i Europa, mostren similituds amb els planetes terrestres, com ara el vulcanisme i l'escalfament intern. Ganimedes, el satèl·lit més gros del sistema solar, és fins i tot més gros que Mercuri.

#### Saturn
Saturn (9,5 ua), que es distingeix pel seu ampli sistema d'anells, té diverses similituds amb Júpiter, com la composició de l'atmosfera i la magnetosfera. Malgrat que Saturn té el 60% del volum de Júpiter, té menys d'un terç de la seva massa, unes 95 masses terrestres, pel que és el planeta menys dens del sistema solar. Els anells de Saturn es componen de petites partícules de gel i roca.
Saturn té 83 satèl·lits confirmats; dos dels quals, Tità i Encèlad, mostren signes d'activitat geològica, tot i que són en gran part fets de gel. Tità, el segon satèl·lit natural més gros del sistema solar, és més gros que Mercuri i l'únic satèl·lit del sistema solar amb una atmosfera substancial.

#### Urà
Urà (19,2 ua), amb 14 masses terrestres, és el més lleuger dels planetes exteriors. És l'únic planeta que gira al voltant del Sol sobre el seu costat; la seva inclinació axial és més de noranta graus a l'eclíptica. Té un nucli molt més fred que els altres gegants gasosos i irradia molt poca calor a l'espai.
Urà té 27 satèl·lits coneguts, els més grossos són Titània, Oberó, Umbriel, Ariel, i Miranda.

#### Neptú
Neptú (30 AU), malgrat ser una mica més petit que Urà, és més massiu (equivalent a 17 Terres) i, per tant, més dens. Irradia més calor interna, però no tant com Júpiter o Saturn.
Neptú té 14 satèl·lits coneguts. El més gros, Tritó, és geològicament actiu, amb guèisers de nitrogen líquid. Tritó és l'únic satèl·lit gran amb una òrbita retrògrada. Neptú és acompanyat a la seva òrbita per diversos planetes menors, anomenats troians de Neptú, que hi mantenen una ressonància 1:1.

### Centaures
Els centaures són cossos congelats semblants a cometes on les seves òrbites tenen semieixos majors més grans que el de Júpiter (5,5 ua) i menys que Neptú (30 AU). El centaure més gros conegut, (10199) Cariclo, té un diàmetre d'uns 250 km. El primer centaure descobert, (2060) Quiró, també va ser classificat com a cometa (95P) perquè desenvolupa una coma de la mateixa manera que ho fan els cometes quan s'acosten al sol.

## Cometes

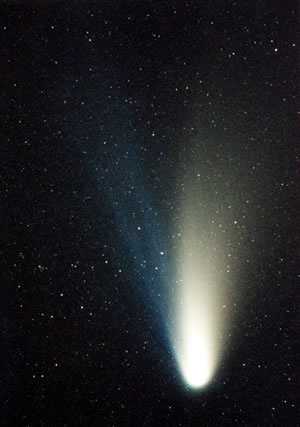
Cometa Hale–Bopp

Els cometes són petits cossos del sistema solar, típicament d'uns pocs quilòmetres de grandària, composts en gran part per gel volàtil. Tenen òrbites molt excèntriques, generalment un periheli dins de les òrbites dels planetes interiors i un afeli molt més enllà de Plutó. Quan un cometa entra en el sistema solar interior, la seva proximitat al Sol causa que la seva superfície congelada se sublimi i ionitzi, creant una coma: una llarga cua de gas i pols sovint visible a simple vista.
Els cometes de període curt tenen òrbites amb menys de dos-cents anys de durada. Els de període llarg tenen òrbites que duren milers d'anys. Es creu que els cometes de període curt s'originen en el cinturó de Kuiper, mentre que els cometes de període llarg, com el Hale–Bopp, es creu que s'originen en el núvol d'Oort. Molts grups de cometes, com els rasants de Kreutz, es van formar a partir de la ruptura amb un objecte pare. Alguns cometes amb òrbites hiperbòliques poden tenir el seu origen fora del sistema solar, però determinar de les seves òrbites precises és complex. Els cometes antics que tenen la major part dels seus volàtils expulsats per l'escalfament solar sovint es classifiquen com asteroides.

## Regió transneptuniana
L'àrea més enllà de Neptú, també anomenada «regió transneptuniana», ha estat poc explorada. Sembla que està formada majoritàriament de petits mons (el més gros té un diàmetre només una cinquena part de la Terra i una massa molt més petita que la de la Lluna) compostos principalment de roca i gel.
Aquesta regió es coneix també de vegades com el «sistema solar exterior», encara que altres usen aquest terme per referir-se a la regió més enllà del cinturó d'asteroides.

### Cinturó de Kuiper

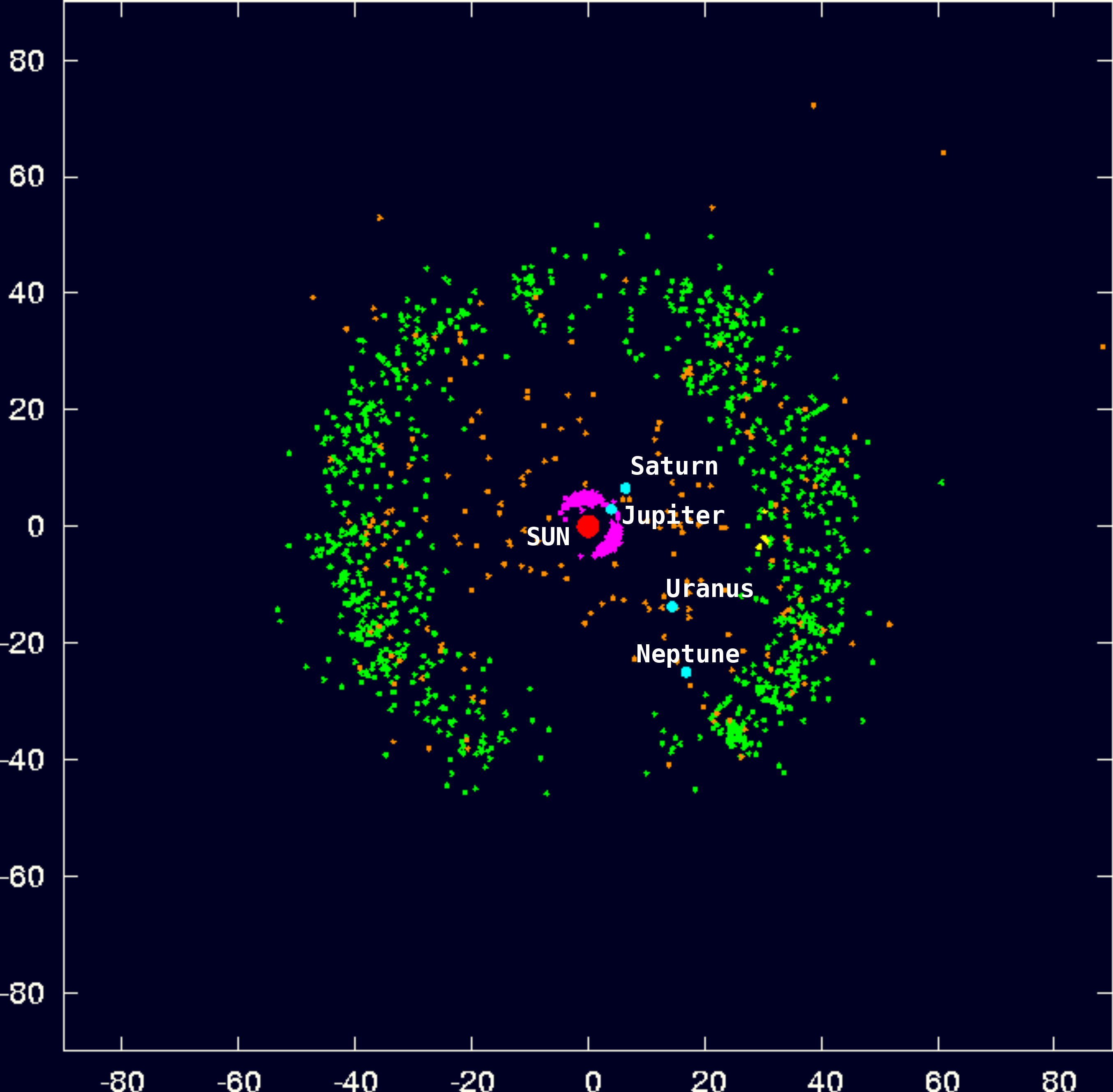
Mapa de tots els objectes del cinturó de Kuiper coneguts fins al 2007, davant dels quatre planetes exteriors

El cinturó de Kuiper és un gran anell de roques semblants al cinturó d'asteroides, però que consta principalment d'objectes compostos principalment de gel. S'estén entre 30 i 50 ua del Sol. Tot i que s'estima que pot contenir de desenes a milers de planetes nans, es compon principalment de petits cossos del sistema solar. Molts dels objectes del cinturó de Kuiper més grossos, com Quaoar, Varuna, i Orc, demostrarien ser planetes nans amb l'obtenció de més dades. S'estima que hi ha més de 100.000 objectes del cinturó de Kuiper amb un diàmetre de més de 50 km, però la massa total del cinturó de Kuiper es pensa que és només una desena part o fins i tot centèsimes la massa de la Terra. Molts dels objectes del cinturó de Kuiper tenen múltiples satèl·lits, i la majoria tenen òrbites que els porten fora del pla de l'eclíptica.
El cinturó de Kuiper es pot dividir a grans trets per la zona «clàssica» i la de ressonàncies. Les ressonàncies són òrbites vinculades a la de Neptú (p. ex. dues vegades per cada tres òrbites de Neptú, o un cop per cada dos). La primera ressonància comença dins de la mateixa òrbita de Neptú. El cinturó clàssic consisteix en objectes que no tenen ressonància amb Neptú, i s'estén des d'aproximadament 39,4 ua a 47,7 ua. Els membres del grup clàssic de Kuiper es classifiquen com a cubewanos, després del primer del seu tipus en ser descobert, (15760) 1992 QB1, i encara es troben a prop d'òrbites primordials de baixa excentricitat.

#### Plutó i Caront
El planeta nan Plutó (39 ua de mitjana) és l'objecte conegut més gros del cinturó de Kuiper. Quan va ser descobert el 1930, es va considerar com el novè planeta; això va canviar el 2006 amb l'adopció d'una definició de planeta oficial. Plutó té una òrbita inclinada relativament excèntrica de 17 graus respecte al pla de l'eclíptica i que van de 29,7 ua des del Sol amb periheli (dins de l'òrbita de Neptú) a 49,5 ua en l'afeli.
Caront, el satèl·lit més gros de Plutó, es descriu a vegades com a part d'un sistema binari amb Plutó, ja que orbiten els dos cossos en el baricentre de gravetat sobre les seves superfícies (p. ex. sembla que «orbiten entre si»). Més enllà de Caront, hi ha quatre satèl·lits més petits, Estix, Nix, Cèrber, i Hidra, se sap que orbiten dins del sistema.
Plutó té una ressonància 3:2 amb Neptú, el que significa que Plutó completa dues òrbites al voltant del Sol per cada tres de Neptú. Els objectes del cinturó de Kuiper on les òrbites comparteixen aquesta ressonància s'anomenen plutins.

#### Makemake i Haumea
Makemake (45,79 ua de mitjana), encara que més petit que Plutó, és l'objecte conegut més gros en el cinturó de Kuiper clàssic (és a dir, que no està confirmada la ressonància amb Neptú). Makemake és l'objecte més brillant del cinturó de Kuiper després de Plutó. Va ser nomenat i designat un planeta nan el 2008. La seva òrbita és molt més inclinada que Plutó, amb 29°.
Haumea (43,13 ua de mitjana) està en una òrbita semblant a Makemake excepte que està atrapat en una ressonància orbital 7:12 amb Neptú. És de la mateixa mida de Makemake i té dos satèl·lits naturals. La seva ràpida rotació de 3,9 hores li dona una forma aplanada i allargada. Va ser nomenat i designat com a planeta nan el 2008.

### Disc dispers
El disc dispers, que se superposa al cinturó de Kuiper, però que s'estén molt més cap a fora, es creu que és la font dels cometes de període curt. Es creu que els objectes del disc dispers van ser expulsats a òrbites erràtiques per la influència gravitacional dels principis de la migració cap a l'exterior de Neptú. La majoria dels objectes del disc dispers (scattered disc objects o SDO en anglès) tenen un periheli dins del cinturó de Kuiper, però l'afeli molt més enllà (alguns tenen l'afeli més lluny que 150 ua del sol). Les òrbites dels SDO també són molt inclinades respecte al pla de l'eclíptica i són sovint gairebé perpendicular a aquesta. Alguns astrònoms consideren el disc dispers a ser simplement una altra regió del cinturó de Kuiper i descriuen els objectes de disc dispersos com a «objectes dispers del cinturó de Kuiper». Alguns astrònoms també classifiquen els centaures com als objectes interiors dispersos del cinturó de Kuiper, juntament amb els objectes exteriors del disc dispers.

#### Eris
Eris (68 ua de mitjana) és l'objecte del disc dispers més gros conegut, i va provocar un debat sobre la definició de planeta, perquè és un 25% més massiu que Plutó però amb el mateix diàmetre. És el més massiu dels planetes nans coneguts. Compta amb un satèl·lit conegut, Disnòmia. Com Plutó, la seva òrbita és molt excèntrica, amb un periheli de 38,2 ua (més o menys la distància mitjana de Plutó al Sol) i un afeli de 97,6 ua, i molt inclinat respecte al pla de l'eclíptica.

## Regions més llunyanes
El punt on el sistema solar acaba i l'espai interestel·lar començar no està definit de manera precisa perquè els seus límits exteriors estan formats per dues forces separades: el vent solar i la gravetat del Sol. El límit exterior de la influència del vent solar és aproximadament quatre vegades la distància de Plutó al sol; aquesta heliopausa és considerada el principi del medi interestel·lar. L'esfera de Hill del sol, el rang efectiu de la seva dominància orbital, es creu que s'estén fins a milers de vegades més lluny.

### Heliopausa

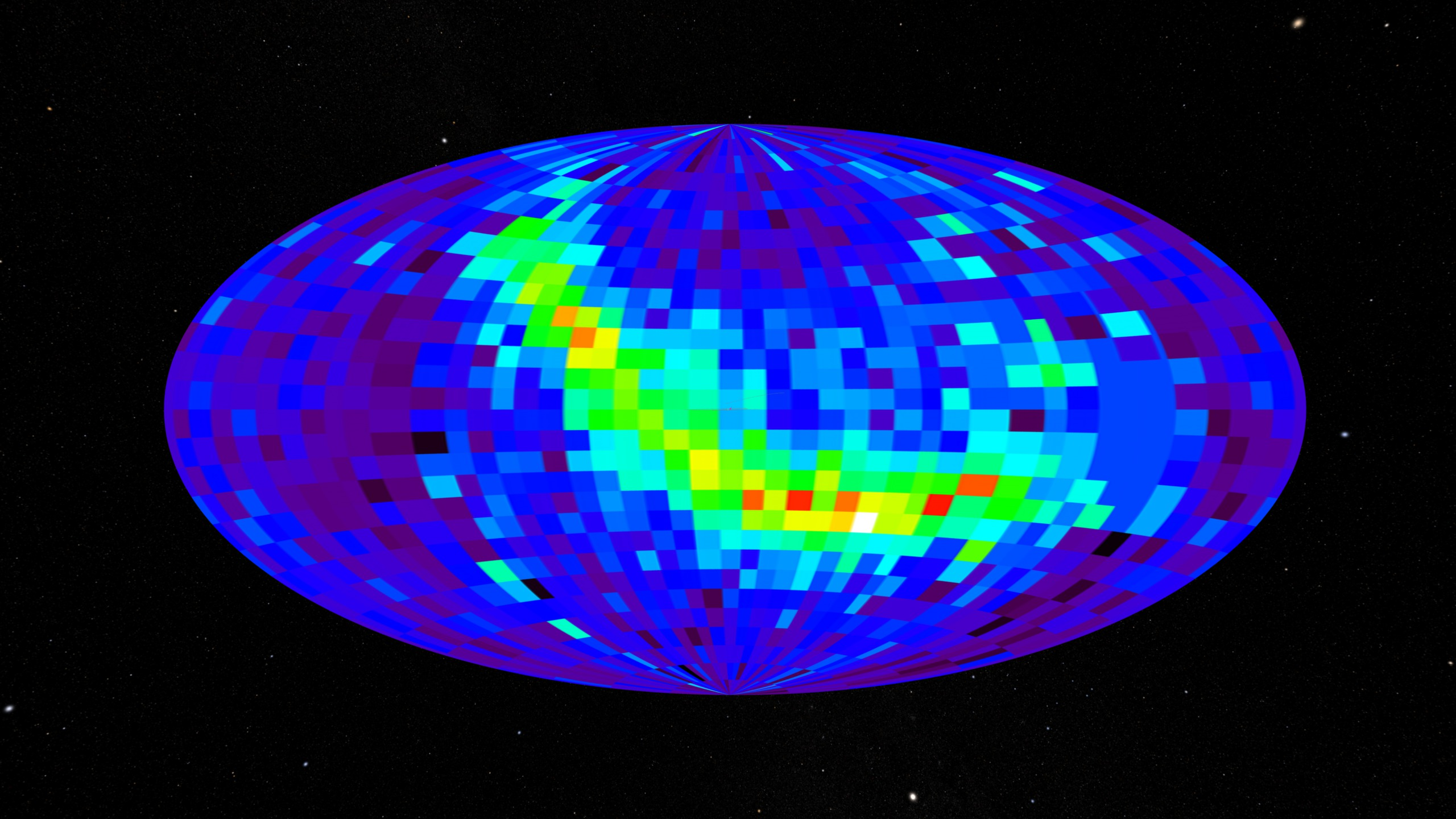
Mapa dels àtoms neutres energètics de l'heliosheath i l'heliopausa per l'IBEX. Crèdit: NASA/Goddard Space Flight Center Scientific Visualization Studio.

L'heliosfera està dividida en dues regions distingides. El vent solar viatja a aproximadament 400 km/s fins que col·lideix amb el vent interestel·lar; el flux de plasma en el medi interestel·lar. La col·lisió té lloc al xoc de terminació, que és a aproximadament a 80–100 ua del Sol contra el vent del medi interestel·lar i més o menys 200 ua des del Sol a favor del vent. Aquí el vent es redueix dràsticament, es condensa, i es fa més turbulent, formant una gran estructura oval coneguda com el heliosheath. Es creu que aquesta estructura es veu i es comporta de manera molt semblant a la cua d'un cometa, estenent-se cap a fora a uns 40 ua més al costat de sobrevent, però tallant-se moltes vegades a la distància de favor del vent; les evidències de les naus espacials Cassini i Interstellar Boundary Explorer han suggerit que és forçat en una forma de bombolla per l'acció de restricció del camp magnètic interestel·lar. El límit exterior de l'heliosfera, l'heliopausa, és el punt on el vent solar finalment acaba i és el començament de l'espai interestel·lar. Tant la Voyager 1 com la Voyager 2 van informar haver superat el xoc de terminació i van entrar a l'heliosheath, a 94 i 84 ua del sol, respectivament. La Voyager 1 també va informar haver arribat a l'heliopausa.
La forma del límit exterior de l'heliosfera és probablement afectada per la dinàmica de fluids de les interaccions amb el medi interestel·lar així com els camps magnètics solars que prevalen al sud, p. ex. que té la forma d'embut amb l'hemisferi nord estenent-se 9 ua més lluny que l'hemisferi sud. Més enllà de l'heliopausa, al voltant de 230 ua, queda el xoc en arc, un alliberament de plasma que deixa el Sol quan viatja a través de la Via Làctia.
A causa de la falta de dades, les condicions en l'espai interestel·lar local no es coneixen amb certesa. S'espera que les naus espacials Voyager de la NASA, a mesura que passen l'heliopausa, transmetran dades valuoses cap a la Terra sobre els nivells de radiació i vent solar. Sobre com l'heliosfera protegeix al sistema solar dels raigs còsmics se sap poc. Un equip de la NASA va desenvolupar un concepte de missió dedicat a l'enviament d'una sonda a l'heliosfera.

### Objectes separats
Sedna (520 ua de mitjana) és un gran objecte vermellós amb una òrbita gegant altament el·líptica que el porta des de prop de 76 ua en periheli a 940 ua a l'afeli i ho fa en 11.400 anys. Mike Brown, el que va descobrir l'objecte en 2003, afirma que no pot ser part del disc dispers o el cinturó de Kuiper, ja que el seu periheli és massa llunyà per estar afectat per la migració de Neptú. Ell i altres astrònoms consideren que és el primer d'una població totalment nova, a vegades anomenats «objectes dispersos distants» (distant detached objects o DDOs en anglès), que també es pot incloure l'objecte 1482092000 CR, que té un periheli de 45 A, un afeli de 415 A, i un període orbital de 3.420 anys. Brown anomena aquesta població com a «núvol d'Oort interior», ja que pot haver-se format a través d'un procés similar, encara que és molt més proper al sol. Sedna és molt probable que sigui un planeta nan, si bé la seva forma encara no s'ha determinat. El segon objecte inequívocament separat, amb un periheli més enllà de Sedna en aproximadament 81 ua, és 2012 VP113, descobert en 2012. El seu afeli és només la meitat del de Sedna, a 400–500 ua.

### Núvol d'Oort

Impressió artística del núvol d'Oort, el núvol de Hills, i el cinturó de Kuiper (requadre)

El núvol d'Oort és un hipotètic núvol esfèric de fins a un bilió d'objectes gelats que es creu que és la font de tots els cometes de període llarg i envolten el sistema solar en aproximadament 50.000 A (al voltant d'1 any llum), i, possiblement, tan lluny com 100.000 A (1,87 anys llum). Es creu que es compon dels cometes que van ser expulsats del sistema solar interior per les interaccions gravitatòries amb els planetes exteriors. Els objectes del núvol d'Oort es mouen molt lentament, i poden ser pertorbats per esdeveniments poc freqüents, com ara col·lisions, els efectes gravitatoris d'una estrella que passa, o la marea galàctica, la força de marea exercida per la Via Làctia.

### Límits
Gran part del sistema solar encara és desconegut. Es calcula que el camp gravitatori del Sol domina les forces gravitacionals de les estrelles properes a uns dos anys llum (125.000 ua). Les estimacions més baixes per al radi del núvol d'Oort, per contra, no el col·loquen més lluny que 50.000 ua. Malgrat els descobriments com Sedna, la regió entre el cinturó de Kuiper i el núvol d'Oort, una zona de desenes de milers d'UA en radi, segueix sent virtualment inexplorat. També hi ha estudis en marxa de la regió entre Mercuri i el Sol. Objectes encara per descobrir en les regions inexplorades del sistema solar.
En novembre de 2012, la NASA va anunciar que quan la Voyager 1 es va acostar a la zona de transició al límit exterior del sistema solar, els seus instruments van detectar una forta intensificació del camp magnètic. No hi va haver cap canvi en la direcció del camp magnètic, cosa que va fer que els científics de la NASA pensesin que la Voyager 1 no havia sortit del sistema solar.

### Medi interestel·lar

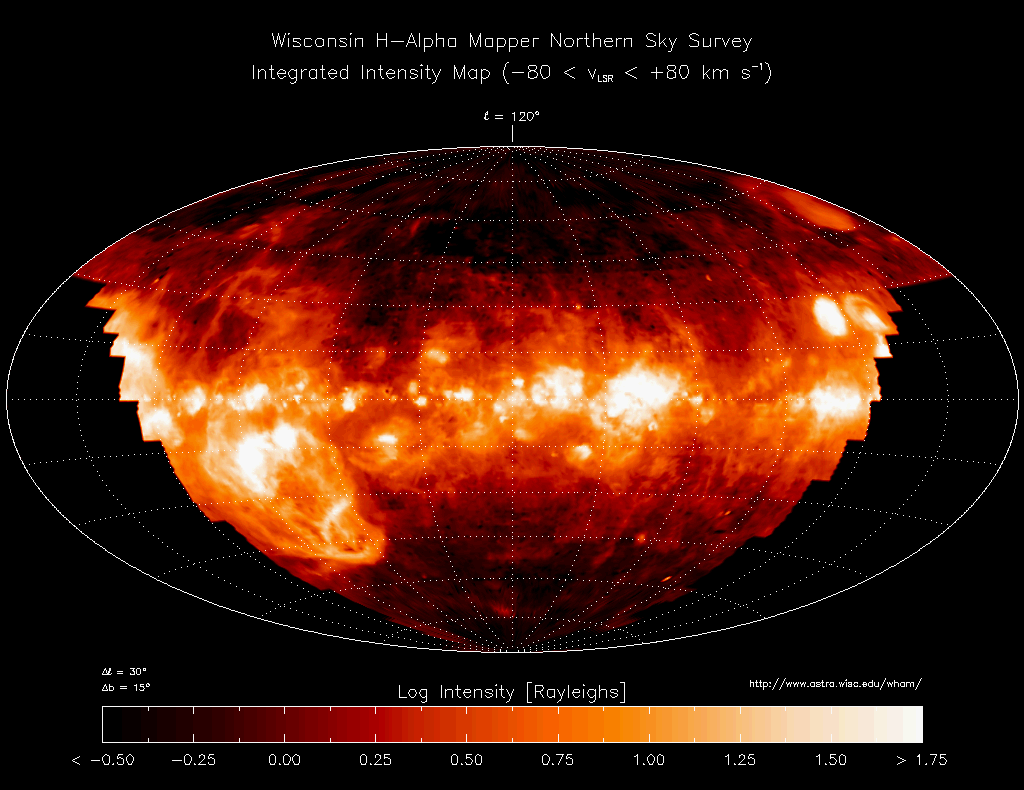
La distribució de l'hidrogen ionitzat (conegut pels astrònoms com H II de la terminologia espectroscòpica antiga) a les regions del medi interestel·lar galàctic visible des de l'hemisferi nord de la Terra com s'observa amb la Wisconsin Hα Mapper.La banda lluminosa horitzontal correspon al plànol de la Via Làctia.

L'espai entre els diferents cossos del sistema solar no està buit. Està tot impregnat d'una «sopa de partícules» anomenada medi interplanetari que conté: radiació electromagnètica (fotons), plasma (electrons, protons i diferents ions), raigs còsmics, partícules microscòpiques de pols i camps magnètics (principalment el del Sol). La seva densitat és molt baixa (5 partícules/cm³ entorn de la Terra) i decreix a mesura que ens allunyem del Sol. S'estén en totes direccions fins a una distància d'unes 150 ua. El Sol, els planetes i tots els altres cossos del sistema solar es mouen a través d'aquest medi. Aquest espai està compost d'una mescla extremament diluïda (per estàndards terrestres) d'ions, àtoms, molècules, pols còsmica, rajos còsmics i camps magnètics. La massa de la matèria és 99% gas i 1% pols. Omple l'espai interestel·lar i s'enquadra dins el medi intergalàctic. El MIE sol ser extremament tènue, amb densitats d'entre uns quants milers i uns quants centenars de milions de partícules per metre cúbic, amb una mitjana a la Via Làctia d'un milió de partícules per metre cúbic. Com a resultat de la nucleosíntesi primordial, el gas és aproximadament 90% hidrogen i 10% heli per nombre de nuclis, amb quantitats testimonials d'elements més pesants.
El MIE té un paper crucial en l'astrofísica, precisament a causa del seu paper intermedi entre les escales estel·lar i galàctica. Els estels es formen a les regions més denses del MIE, els núvols moleculars, i proporcionen matèria al MIE amb les nebuloses planetàries, el vent estel·lar i les supernoves. Aquesta interacció entre els estels i el MIE determina el ritme al qual una galaxia exhaureix el seu contingut gasós i, per tant, la longevitat del seu període de formació estel·lar.

## Altres sistemes planetaris
Des de 1992 s'han descobert planetes que orbiten altres estrelles. Aquests sistemes planetaris no es poden anomenar «sistemes solars», ja que la paraula «solar» prové de Sol. Quan parlem d'un d'aquests sistemes planetaris hem de fer-ho afegint el nom de l'estrella corresponent després de la paraula «sistema»; per exemple, sistema 55 Cancri. Al voltant de 5 parsecs (16,3 anys llum) del sistema solar hi ha 54 sistemes estel·lars coneguts. Aquests sistemes contenen un total de 56 estrelles d'hidrogen (dels quals 46 són nanes vermelles), 14 nanes marrons, i 4 nanes blanques. Malgrat la relativa proximitat d'aquests objectes a la Terra, només nou d'ells tenen una magnitud aparent menor de 6,5, el que significa que només al voltant del 12% d'aquests objectes es pot observar a ull nu.

## Context galàctic
El sistema solar està situat en la Via Làctia, una galàxia espiral barrada amb un diàmetre al voltant de 100.000 anys llum amb 200 mil milions d'estrelles. El Sol resideix en un braç espiral exterior de la galàxia, conegut com el braç d'Orió-Cigne o espoló local. El Sol queda entre 25.000 i 28.000 anys llum del centre galàctic, i la seva velocitat en la galàxia és de 220 quilòmetres per segon, de manera que es completa una revolució cada 225-250 milions d'anys. Aquesta revolució és coneguda com l'any galàctic del sistema solar. L'àpex solar, la direcció del camí del Sol a través de l'espai interestel·lar, és prop de la constel·lació d'Hèrcules en la direcció de l'actual ubicació de la brillant estrella Vega. El pla de l'eclíptica es troba en un angle d'uns 60° al pla galàctic.
La ubicació del sistema solar en la galàxia és un factor en l'evolució de la vida de la Terra. La seva òrbita és a prop de circular, i les òrbites prop del Sol són més o menys al mateix ritme que el dels braços espirals. Per tant, el Sol passa a través dels braços només en rares ocasions. A causa que els braços espirals són la llar d'una concentració molt més alta de supernoves, inestabilitats gravitacionals i de radiació que podrien pertorbar el sistema solar, això ha proporcionat a la Terra llargs períodes d'estabilitat a la vida per evolucionar. El sistema solar també es troba fora de les zones plenes d'estrelles del centre galàctic. A prop del centre, les estirades gravitatories de les estrelles properes podrien pertorbar els cossos en el Núvol d'Oort i enviar molts cometes al sistema solar interior, produint col·lisions amb conseqüències potencialment catastròfiques per a la vida a la Terra. La intensa radiació del centre galàctic també podria interferir amb el desenvolupament de la vida complexa. Fins i tot en la ubicació actual del sistema solar, alguns científics han plantejat la hipòtesi que les recents supernoves poden haver afectat negativament la vida en els últims 35.000 anys llançant trossos de nucli estel·lar expulsats cap al Sol com grans cossos semblants a cometes de pols radioactiva.

### Veïnatge

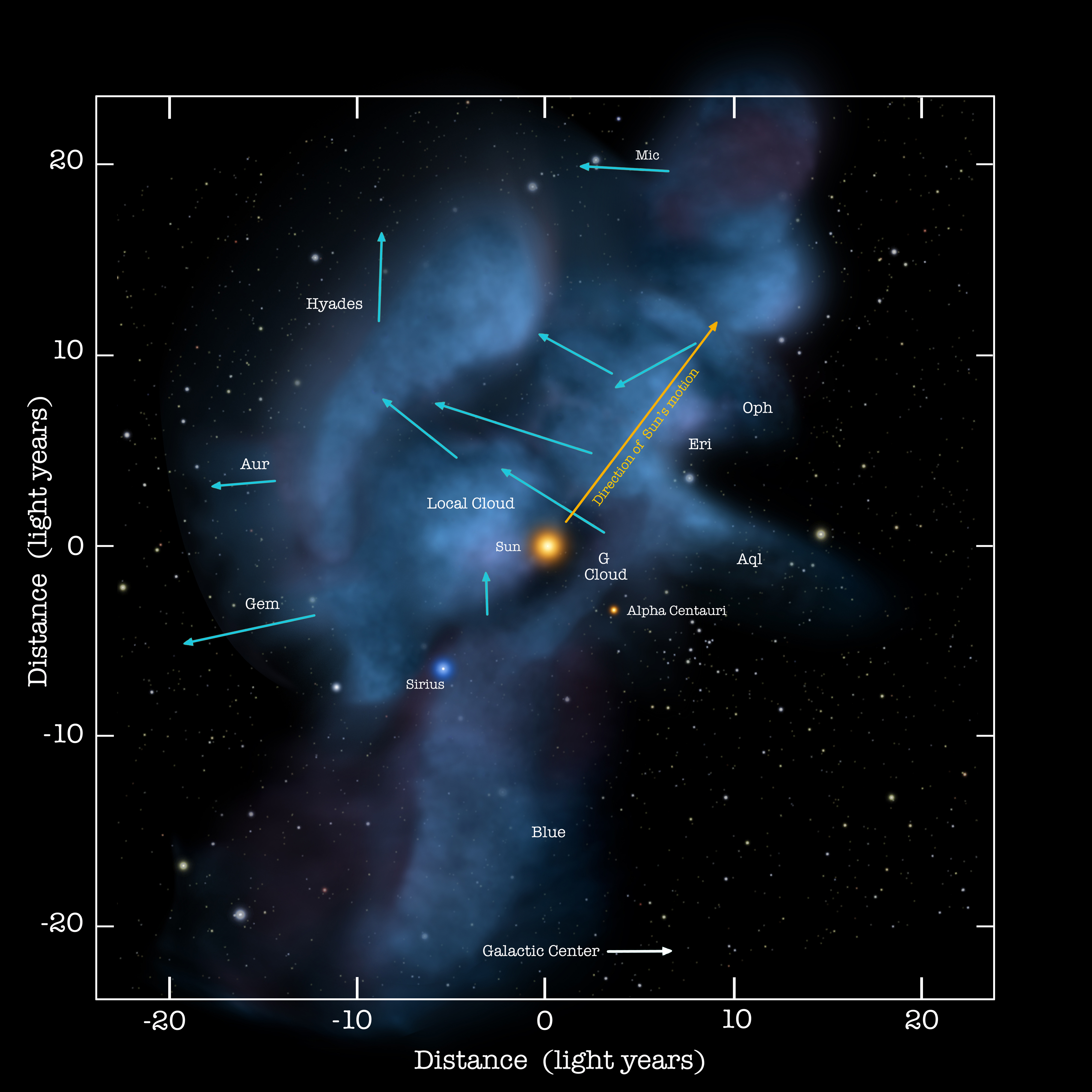
Més enllà de la heliosfera hi ha el medi interestel·lar, que consta de diversos núvols de gasos. (vegeu Núvol interestel·lar local)

El sistema solar es troba actualment al Núvol Interestel·lar Local o pelusa local. Es creu que està a prop del núvol G veí, però no se sap si el sistema solar està incrustat al Núvol Local Interestel·lar, o si es troba a la regió on el Núvol Interestel Local i el núvol G estan interactuant. El Núvol Interestel·lar Local és una àrea de núvol més dens en una regió coneguda també com la bombolla local, una cavitat en forma de rellotge de sorra en el medi interestel·lar d'aproximadament 300 anys llum de diàmetre. La bombolla està impregnada de plasma d'alta temperatura que suggereix que és el producte de diverses supernoves recents.
Hi ha relativament poques estrelles d'aquí a deu anys llum (95 trilions de quilòmetres) del Sol. El sistema estel·lar més proper és triple, conegut com a Alfa del Centaure, que està a uns 4,4 anys llum de distància. Alfa del Centaure A i B són una parella d'estrelles similars al sol, mentre que la petita nana vermella Alfa del Centaure C (també coneguda com a Pròxima del Centaure) orbita al voltant d'aquest parell d'estrelles a una distància de 0,2 anys llum. Les següents estrelles més properes al Sol són les nanes vermelles estrella de Barnard (a 5,9 anys llum), Wolf 359 (7,8 anys llum), i Lalande 21185 (8,3 anys llum). L'estrella més grossa en deu anys llum és Sírius, una estrella de la seqüència principal aproximadament el doble de la massa del Sol i que té en la seva òrbita una nana blanca anomenada Sírius B. Es troba a 8,6 anys llum de distància. Els sistemes restants d'aquí a deu anys llum són el sistema binari de nanes vermelles Luyten 726-8 (8,7 anys llum) i la nana vermella solitària Ross 154 (9,7 anys llum). L'estrella més propera al Sol amb característiques semblants és la solitària Tau Ceti, que es troba a 11,9 anys llum. Té aproximadament el 80% de la massa del Sol però només el 60% de la seva lluminositat. El planeta extrasolar conegut més proper al Sol és en Alfa del Centaure B. El seu planeta confirmat, Alfa del Centaure Bb, té almenys 1,1 vegades la massa de la Terra i completa una òrbita amb la seva estrella cada 3,236 dies.

## Futur
El Sol fa la fusió de l'hidrogen en heli per produir energia i mantenir-se estable. Mentre això succeeix, es diu que l'estrella és a la seqüència principal, una de les fases de la seva evolució estel·lar. En el seu nucli, la pressió exercida per l'alliberament energètic farà que l'estrella s'expandeixi, però es contraresta per la força de la gravetat, que actua en la direcció contrària, mantenint així l'equilibri. Amb el pas del temps, però, el consum d'hidrogen provoca la disminució de les taxes de reacció i, per tornar a l'equilibri, el nucli es contrau i es fa més càlid. Aquest procés causa l'escalfament progressiu de l'estrella durant milers de milions d'anys, romanent estable. No obstant això, el Sol experimentarà canvis importants quan l'hidrogen, el seu combustible, s'esgoti completament.

### Col·lisions planetàries

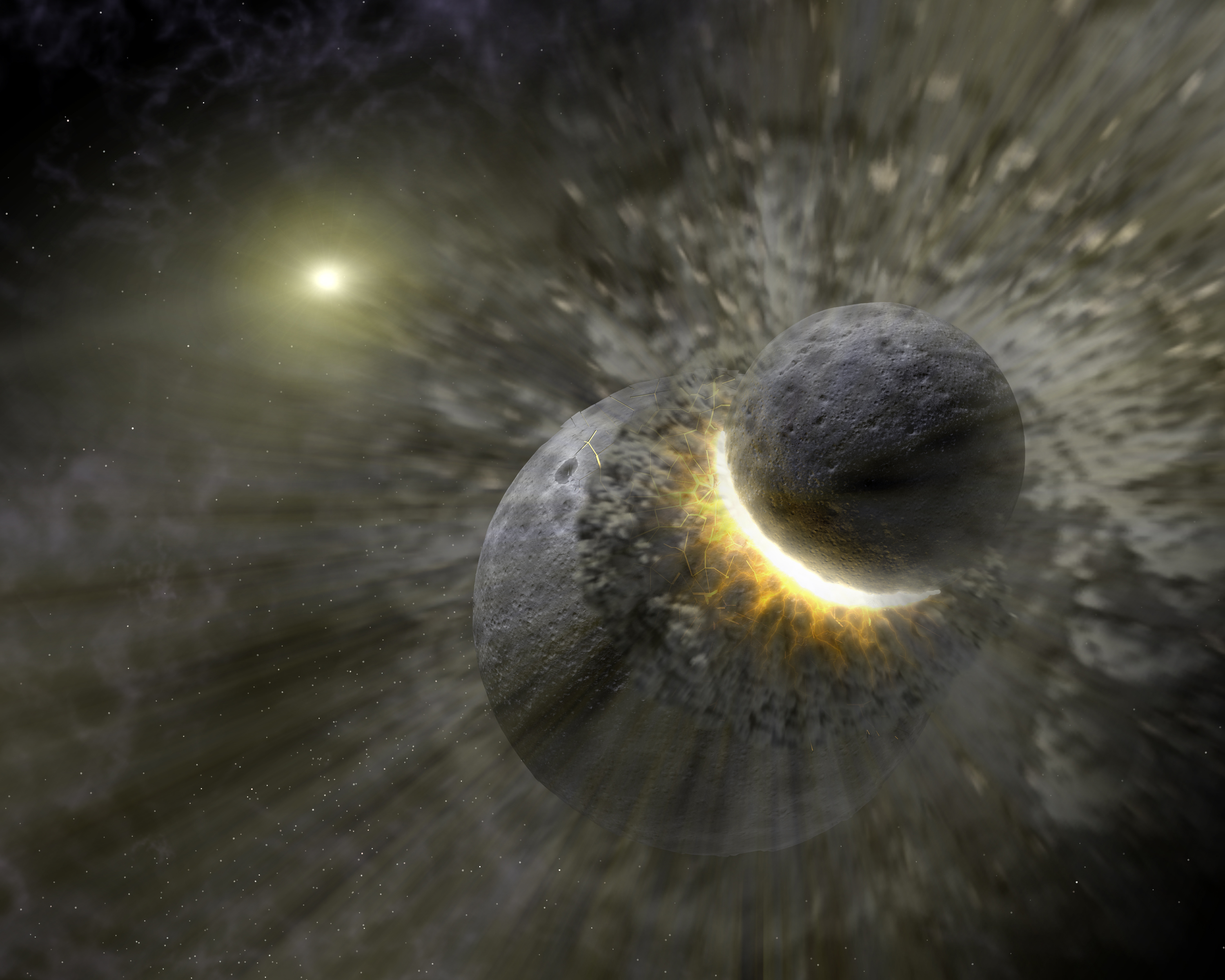
Els planetes poden entrar en un curs de col·lisió en el futur.

Un dels temes debatuts entre els científics és l'estabilitat del sistema solar. Se sap que els planetes exerceixen una atracció gravitatòria entre si i, per tant, les seves òrbites no estan perfectament estables. Una vegada que aquestes variacions siguin acumulatives, el sistema solar pot entrar en un període caòtic en què la relativa estabilitat que existeixi avui ja no prevalgui. Els escenaris sobre el moviment planetari a llarg termini són extremadament difícils de predir a causa del gran nombre d'objectes i dels factors que intervenen. No obstant això, s'estima que durant almenys quaranta milions d'anys els planetes haurien d'ocupar aproximadament les seves òrbites actuals. En un futur llunyà, l'òrbita de Mercuri tendirà, per exemple, a ser cada vegada més excèntrica, fent que el planeta creui possiblement l'òrbita de Venus o fins i tot la Terra, pertorbant la trajectòria de tots els planetes interns i segons escenaris projectats, una col·lisió de Mercuri amb Venus en 3.500 milions d'anyso la seva expulsió del sistema solar. Aquests disturbis també poden provocar una col·lisió entre el nostre planeta i Mercuri o Mart en uns pocs milions d'anys, que escombraria completament qualsevol forma de vida que encara estigui present a la Terra. Els gegants gasosos, d'altra banda, no han de patir canvis significatius en les seves òrbites a causa d'aquest procés, principalment a causa de les seves masses considerablement més grans que les dels planetes interns.

### Col·lisió galàctica

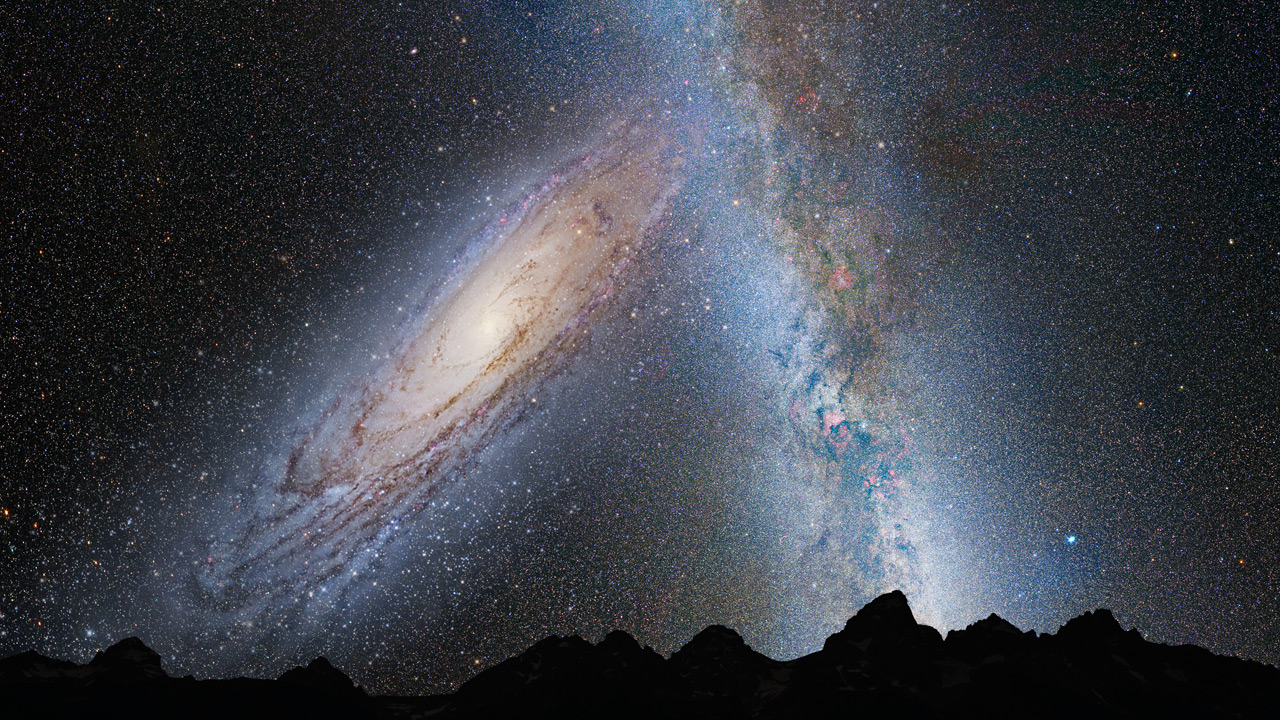
Inici de la col·lisió de les galàxies tal com s'observaria des de la Terra, quatre mil milions d'anys a partir d'ara.

Al voltant de quatre mil milions d'anysla Via Làctia entrarà en una fusió amb la Galàxia d'Andròmeda, actualment a 2,5 milions d'anys llum de distància. Encara que l'Univers s'està expandint, amb la majoria de les galàxies allunyant-se, els dos exerceixen interacció gravitatòria mútua, dirigint-los a una col·lisió a una velocitat d'aproximació de 400.000 quilòmetres per hora en relació amb la Via Làctia. Les possibilitats de col·lisions entre les estrelles que les componen són molt allunyades, a causa de la distància immensa entre si; no obstant això, es dirigirà a òrbites aleatòries totalment diferents al voltant del nou centre galàctic que es formarà. Per tant, el Sol i, en conseqüència, els altres cossos del sistema solar es traslladaran a una altra regió de la galàxia, probablement molt més lluny del centre, però sense risc de ser destruïts. La fusió de galàxies prendrà altres dos mil milions d'anysper completar, i al final es formarà una enorme galàxia el·líptica.

### Gegant vermella
Les estimacions basades en l'observació d'altres estrelles indiquen que el Sol ja ha completat una mica menys de la meitat de la seva existència. Al voltant de cinc mil milions d'anys a partir d'ara, la major part de l'hidrogen ja s'haurà esgotat, la qual cosa provocarà una pèrdua de pressió i la consegüent contracció del nucli per la gravetat per mantenir el seu equilibri. La pressió resultant d'aquesta retracció serà suficient perquè les capes del nucli també siguin capaces de convertir part de l'hidrogen restant en heli. Aquesta nova àrea de fusió nuclear promourà l'augment de la temperatura a l'interior i l'expansió de les capes exteriors (i, en conseqüència, la dilatació de l'estrella), a més de la reducció de la seva temperatura superficial a uns 4000 graus centígrads i un augment apreciable de la brillantor, transformant-la en una estrella gegant vermella. Les dimensions del radi del Sol augmentaran entre cent i dues-centes vegades, cosa que provoca que Mercuri i, probablement, Venus s'incorporin a la capa exterior de l'estrella. L'augment de la temperatura i la lluminositat afectarà tots els cossos del sistema solar. Els oceans de la Terra seran totalment vaporitzats i les temperatures a la superfície del planeta podrien arribar a més de 1200 °C. El gel present als satèl·lits de Júpiter es fondrà i probablement es convertirà en vapor. A Neptú, les temperatures seran similars a les de la Terra i al cinturó de Kuiper, la calor serà suficient per a vaporitzar els cometes.

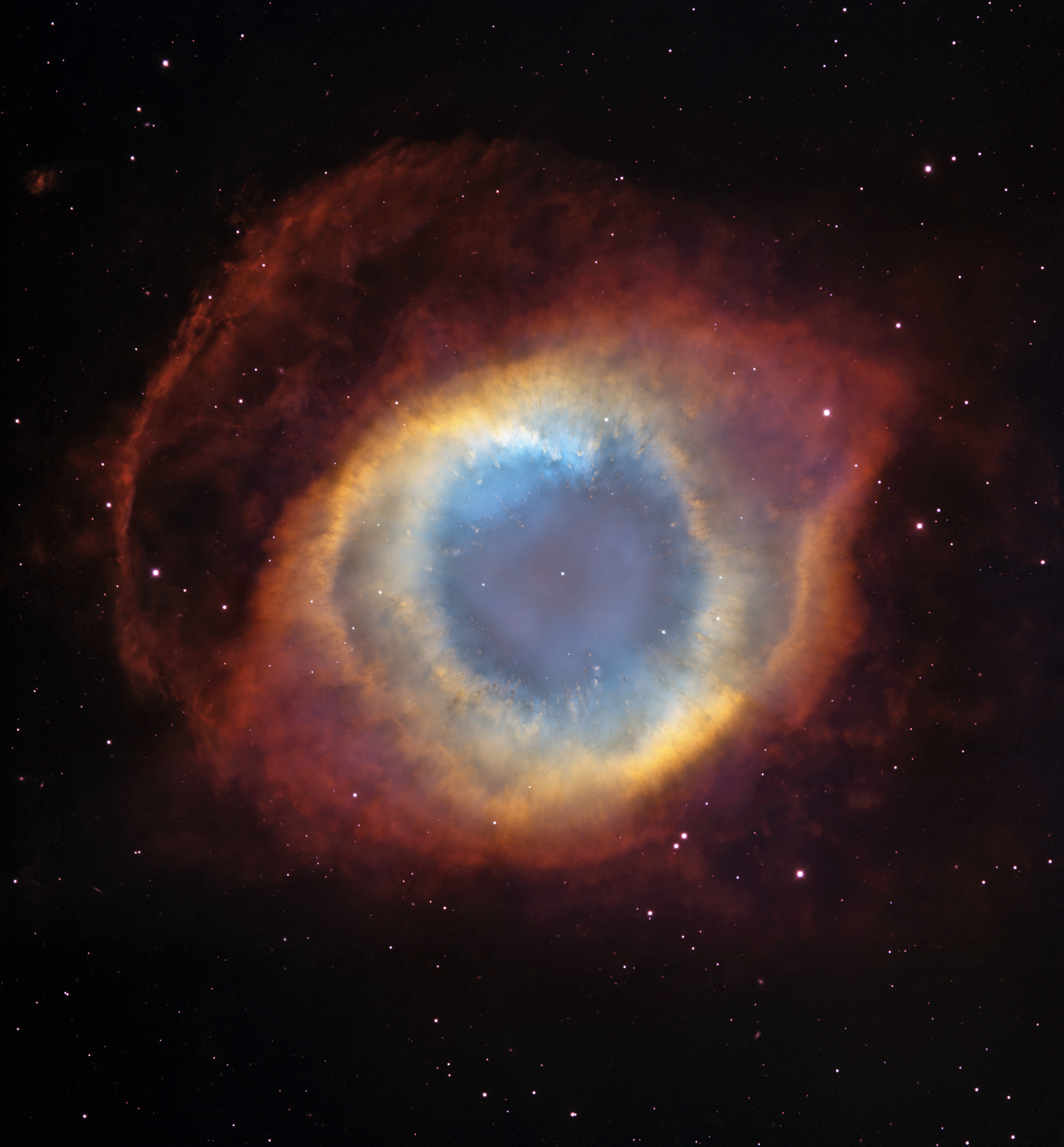
En una de les etapes finals de la seva existència, el sol, a causa de la inestabilitat en el seu nucli, ha de expulsar les seves capes externes, que brillaran durant alguns milers d'anys i formaran una esplèndida nebulosa planetària similar a la Nebulosa de l'Hèlix.

La gravetat reduïda a la superfície del Sol derivada del procés d'expansió farà que la força del vent solar augmenti substancialment, provocant la pèrdua gradual de la seva massa. Mentrestant, el nucli solar continua la seva contracció fins que la pressió i la temperatura en aquesta àrea són suficients per iniciar-se la fusió d'heli, transformant-lo en carboni i oxigen, mentre que l'hidrogen poc restant continua consumint-se en les capes circumdants. No obstant això, l'heli ha de morir ràpidament i el nucli es contreu de nou, permetent que sorgeixi una nova capa de fusió d'heli al voltant del nucli. No obstant això, es tracta d'un procés inestable que produeix nombroses oscil·lacions anomenats flaixos d'heli. En conseqüència, les capes exteriors deixaran de ser cohesives i després de moltes pulsacions, s'executarà, formant una nebulosa planetària que no hauria de durar molt de temps, però brillarà per la gran quantitat de radiació que emana del nucli restant. A mesura que la massa de l'estrella es perd en el medi interestel·lar, la força gravitacional del Sol es fa més petita i més petita, provocant la retirada gradual dels cossos que l'orbiten i la ruptura total del vincle que va mantenir els objectes més a l'òrbita. Aquesta fase gegant vermella sencera s'espera que duri uns set-cents milions d'anys.

### Nana blanca, negra i la fi del sistema
Després de l'expulsió de les capes exteriors de l'estrella, el seu nucli restant continua contractant, però ara la pressió central ja no és suficient per donar lloc a nous processos de fusió i generar energia. Per això, per l'acció de la gravetat, l'estrella es contrau en certa manera i irradia la seva energia restant, però no és capaç de realitzar fusió nuclear i produir més llum i calor. La massa restant correspon a només el trenta per cent de la massa original del Sol i les seves dimensions són similars a les de la Terra. El Sol es converteix ara en estrella nana blanca. Els possibles cossos restants del sistema solar entraran en una època de fred profund, ja que el petit nucli que encara es manté lentament allibera la seva energia i la seva lluentor i temperatura disminueixen gradualment durant un període que s'estén durant uns mil milions d'anys, fins que la brillantor es converteix en extremadament baixa, fins al punt que és impossible de detectar a distància pels dispositius actuals. El Sol es converteix en una nana negra, un objecte fred i fosc que vaga entre altres estrelles sense emetre cap mena de radiació, envoltat de possibles restes del que abans era el sistema solar.

## Estudi
L'estudi i els coneixements sobre el sistema solar va anar evolucionant i augmentant des de la més remota antiguitat. Totes les antigues civilitzacions tenien ja coneixement del Sol, la Lluna i els planetes, encara que llavors només se'n coneixien cinc: Mercuri, Venus, Mart, Júpiter i Saturn. El nom de «planetes» van ser donats pels antics grecs i significa «vagabund», derivat de planáō que significa 'anar errant', ja que es desplaçaven pel firmament en trajectòries aparentment erràtiques, per oposició als estels, que semblen fixos. A la resta de punts brillants del firmament els anomenaven estrelles «fixes» perquè sempre es trobaven a la mateixa posició les unes respecte de les altres. Les idees que es tenien a l'antiguitat sobre la naturalesa de cadascun d'aquests objectes eren totalment incorrectes.
La Terra no es considerava un planeta perquè es pensava que romania quieta al centre del cosmos mentre tots els altres objectes del firmament, incloent-hi el Sol, giraven al seu voltant. Això és el que s'anomena model geocèntric del sistema solar. No obstant això, ja cap al 270 aC, el filòsof grec Aristarc de Samos va proposar que era la Terra la que girava al voltant del Sol, però la seva idea no va tenir gaire bona acollida. Uns anys més tard, Eratòstenes va calcular el diàmetre de la Terra amb força exactitud. El sistema geocèntric va ser perfeccionat per Ptolemeu cap a l'any 150 i des de llavors i fins al segle xvii va ser el sistema dominant a Europa.
Al segle xvi, va tenir lloc el que es coneix com a Revolució Copernicana, que va tenir com a origen la publicació del llibre De Revolutionibus Orbium Coelestium, de Nicolau Copèrnic, el 1543. Copèrnic va proposar un model heliocèntric del sistema solar, en el qual era el Sol i no la Terra el que es trobava al centre del cosmos i tots els planetes, incloent-hi la Terra, giraven al seu voltant. La idea de Copèrnic va ser fermament rebutjada per l'Església Catòlica, però amb el pas dels segles es va acabar imposant.
L'any 1609, la invenció del telescopi va suposar un gran avanç tecnològic en l'exploració del sistema solar. Un any després, Galileo Galilei va enfocar el seu telescopi cap al cel i va descobrir quatre satèl·lits que giraven al voltant de Júpiter. Això demostrava que no tots els cossos giren al voltant de la Terra i era un argument a favor de la teoria heliocèntrica. Entre el 1609 i el 1618, Johannes Kepler va formular les seves lleis del moviment planetari, que descriuen les òrbites dels planetes al voltant del Sol. El 1687, Isaac Newton va descobrir la llei de la gravitació universal, que explica la força que manté als planetes en òrbita al voltant del Sol i per què els planetes es mouen tal com diuen les lleis de Kepler.
El 1781, William Herschel va descobrir un nou planeta, Urà. Era el primer planeta que es descobria des de l'antiguitat. El 1801, Giuseppe Piazzi va descobrir el primer i el més gros dels asteroides, (1) Ceres, entre les òrbites de Mart i Júpiter. En els anys següents es van descobrir molts altres asteroides, la majoria en òrbites semblants a Ceres formant el cinturó d'asteroides. El 1846, Johann Galle va descobrir Neptú, observant allà on els càlculs teòrics d'Urbain Le Verrier i John Couch Adams deien que hi havia d'haver un nou planeta. Finalment, Clyde Tombaugh el 1930 va descobrir el novè planeta, Plutó.
En els últims anys, els descobriments en el sistema solar s'han centrat principalment en nous satèl·lits dels planetes gegants, nous asteroides i nous cometes. És destacable el descobriment, l'any 1992, de l'objecte (15760) 1992 QB1 més enllà de l'òrbita de Neptú, que va desencadenar el descobriment de molts altres objectes semblants, ara coneguts amb el nom d'objectes transneptunians. Aquests objectes es concentren principalment en la regió del cinturó de Kuiper. El més gros de tots és 2003 UB313, descobert l'any 2005. Aquest objecte és fins i tot més gros que Plutó i s'ha suggerit que podria ser el desè planeta del sistema solar.

## Exploració
Des del començament de l'era espacial el 1957, la major part de l'exploració del sistema solar ha estat amb missions espacials no tripulades, organitzades i executades per les dues superpotències estatunidenca i soviètica i no va ser fins unes dècades més tard quan altres països van entrar en aquest camp amb l'ajuda inicial d'aquestes superpotències. La primera nau espacial a posar-se sobre la superfície d'un altre cos del sistema solar va ser la sonda soviètica Luna 2, que va impactar contra la Lluna el 1959. Des de llavors, s'ha arribat a cossos cada vegada més distants, amb sondes aterrant a Venus el 1965, Mart el 1976, l'asteroide (433) Eros el 2001 i el satèl·lit de Saturn Tità el 2005. Fins ara, cap sonda s'ha posat sobre Mercuri, però la Mariner 10 el va sobrevolar de prop el 1973.
La primera sonda a explorar els planetes exteriors va ser la Pioneer 10, que va sobrevolar Júpiter el 1973. La Pioneer 11 va ser la primera a visitar Saturn el 1979. Les sondes Voyager van fer una gran «volta» del sistema solar, visitant Júpiter el 1979 i Saturn el 1980-1981. A més, la Voyager 2 va continuar el seu viatge passant a prop d'Urà el 1986 i de Neptú el 1989. Les sondes Voyager es troben molt més enllà de l'òrbita de Plutó i s'estan apropant a l'heliopausa que marca el límit exterior del sistema solar. La sonda New Horizons va sobrevolar Plutó el juliol de 2015, és el primer i fins ara únic intent d'explorar Plutó directament. Llançat el 2006, va capturar les seves primeres imatges (llunyanes) de Plutó a finals de setembre del 2006 durant una prova del Long Range Reconnaissance Imager. Les imatges, preses des d'una distància aproximada de 4.200 milions de quilòmetres, va confirmar la capacitat de la nau espacial per rastrejar objectius llunyans, fonamental per maniobrar cap a Plutó i altres objectes del cinturó de Kuiper així com la visita a (486958) Arrokoth.
A través d'aquestes missions no tripulades, s'han pogut obtenir fotografies d'alta resolució de la majoria de planetes i satèl·lits del sistema solar, així com d'alguns asteroides i cometes. A més a més, s'han fet anàlisis de les atmosferes dels cossos visitats i, en els casos de les sondes que s'han posat sobre la superfície, s'ha pogut estudiar en detall l'escorça de l'objecte. D'altra banda, l'exploració espacial tripulada només ha portat els humans fins a la Lluna, que va ser trepitjada per primera vegada pels astronautes de l'Apollo 11 el 1969. L'última missió lunar tripulada va ser la de l'Apollo 17 el 1972, però el recent descobriment d'aigua congelada en la regió del pol sud lunar ha fet augmentar les expectatives de retornar a la Lluna durant la pròxima dècada a través de diversos plans al llarg dels anys que han madurat com el Programa Artemis juntament amb l'estació espacial en òrbita lunar Lunar Gateway. D'altra banda, les missions tripulades a Mart han estat molt anticipades per generacions d'entusiastes de l'espai. Actualment, l'Agència Espacial Europea (ESA), a través del Programa Aurora (malgrat que les missions tripulades es poden dur a terme amb col·laboració amb altres agències) com la NASA o l'Agència Espacial Russa, però aquests plans depenen dels resultats de les noves missions lunars.

## Cultura
El sistema solar és un tema recurrent a la ciència-ficció com a marc per a les històries de la literatura i cinema d'aquest gènere. En aquest article se citen les connotacions i aparicions més remarcables de cada astre. Entre aquests, els viatges imaginaris i exploracions a la Lluna es troben a la literatura del segle xvii. A principis del segle xx, després de l'augment del desenvolupament científic i tecnològic impulsat per la revolució industrial, els viatges ficticis a (o des de) altres planetes del sistema solar havien arribat a ser comuns en la ficció.
La literatura primerenca sobre el sistema solar, després d'especulacions científiques que daten del segle xvii, suposa que cada planeta va acollir les seves pròpies formes de vida natives —sovint suposant-les en forma d'humans. La literatura posterior va començar a acceptar que hi havia límits establerts per la temperatura, la gravetat, la pressió i la composició de l'atmosfera, o la presència de líquids que establirien límits a la possibilitat de la vida com la coneixem, existent en altres planetes. Al segle xix, la Lluna es veu com un desert sense aire, incapaç de sostenir la vida en la seva superfície (l'esperança de vida sota la superfície va continuar fins més tard). Júpiter i els planetes més enllà eren massa grans, massa freds, i contenen atmosferes compostes de substàncies químiques tòxiques. Mercuri està massa prop del Sol i la seva superfície s'exposa a temperatures extremes. Els asteroides són massa petits i sense aire. A principis del segle xx, les perspectives de vida en el sistema solar es van centrar en Venus, els satèl·lits més grossos de Júpiter i Saturn, i especialment Mart.
Amb l'inici de l'era espacial, les sondes planetàries va fer créixer el dubte sobre la probabilitat de vida extraterrestre en el sistema solar, almenys la vida de qualsevol magnitud major que organismes com els bacteris. A mitjans de la dècada de 1960, va ser establert fermament que la vida no podia tenir punt de suport en les superfícies hostils de Mercuri o Venus, i que Mart amb prou feines podia donar suport cap forma de vida macroscòpica en la seva superfície, i molt menys una civilització avançada. En la dècada de 1980 es va demostrar que les superfícies dels satèl·lits de Júpiter també eren hostils per a la vida. La ficció més recent es va centrar en el sistema solar abordant la seva exploració amb fins com ara terraformació, l'enginyeria dels planetes per l'habitabilitat humana, amb la possibilitat de qualsevol tipus de vida existent.

## Resum visual
En aquesta secció es presenta una mostra dels principals cossos del sistema solar, seleccionats per la mida i la qualitat de les imatges, i ordenats per volum. Alguns dels objectes omesos són més grossos que els que s'inclouen aquí, en particular, Eris, perquè encara no ha estat fotografiat en alta qualitat.
|                                |                                  |                                       |                               |                                  |                              |                               |
| Sol (estrella)                 | Júpiter (planeta)                | Saturn (planeta)                      | Urà (planeta)                 | Neptú (planeta)                  | Terra (planeta)              | Venus (planeta)               |
|                                |                                  |                                       |                               |                                  |                              |                               |
| Mart (planeta)                 | Ganimedes (satèl·lit de Júpiter) | Tità (satèl·lit de Saturn)            | Mercuri (planeta)             | Cal·listo (satèl·lit de Júpiter) | Ió (satèl·lit de Júpiter)    | Lluna (satèl·lit de la Terra) |
|                                |                                  |                                       |                               |                                  |                              |                               |
| Europa (satèl·lit de Júpiter)  | Tritó (satèl·lit de Neptú)       | Plutó (objecte del cinturó de Kuiper) | Titània (satèl·lit d'Urà)     | Rea (satèl·lit de Saturn)        | Oberó (satèl·lit d'Urà)      | Jàpet (satèl·lit de Saturn)   |
|                                |                                  |                                       |                               |                                  |                              |                               |
| Caront (satèl·lit de Plutó)    | Umbriel (satèl·lit d'Urà)        | Ariel (satèl·lit d'Urà)               | Dione (satèl·lit de Saturn)   | Tetis (satèl·lit de Saturn)      | Ceres (planeta nan)          | Vesta (asteroide)             |
|                                |                                  |                                       |                               |                                  |                              |                               |
| Encèlad (satèl·lit de Saturn)  | Miranda (satèl·lit d'Urà)        | Proteu (satèl·lit de Neptú)           | Mimas (satèl·lit de Saturn)   | Hiperió (satèl·lit de Saturn)    | Febe (satèl·lit de Saturn)   | Janus (satèl·lit de Saturn)   |
|                                |                                  |                                       |                               |                                  |                              |                               |
| Epimeteu (satèl·lit de Saturn) | Lutècia (asteroide del cinturó)  | Prometeu (satèl·lit de Saturn)        | Pandora (satèl·lit de Saturn) | Mathilde (asteroide del cinturó) | Helena (satèl·lit de Saturn) | Ida (asteroide del cinturó)   |
| Vegeu aquesta plantilla        |                                  |                                       |                               |                                  |                              |                               |